# Iulius Cezar
Gaius Iulius Caesar (în limba latină IMP•C•IVLIVS•CAESAR•DIVVS1, în română cunoscut și ca Iulius Cezar; n. iulie 100 î.Hr., Roma, Republica Romană – d. 15 martie 44 î.Hr., Teatrul lui Pompeius⁠(d), Republica Romană) a fost un conducător politic și general roman și una dintre cele mai influente și mai controversate personalități din istorie. Rolul său a fost esențial în instaurarea dictaturii la Roma, lichidarea democrației Republicii și instaurarea Imperiului Roman. A provocat războaie de cucerire fără acordul senatului roman. Cucerirea Galiei, plănuită de Cezar, a inclus sub dominația romană teritorii până la Oceanul Atlantic. În anul 55 î.Hr. Cezar a lansat prima invazie romană în Marea Britanie.
Cezar a ieșit învingător într-un război civil, devenind dictator al lumii romane, și a inițiat o vastă acțiune de reformare a societății romane și a guvernării acesteia. El s-a proclamat dictator pe viață și a centralizat puternic guvernarea statului slăbit din cauza războiului civil pornit tot de Cezar. Prietenul lui Cezar, Marcus Brutus, complotează pentru a-l asasina, în speranța de a salva republica. Dramatica asasinare din Idele lui Marte a fost catalizatorul unui al doilea război civil, între cezari (Octavianus, Marcus Antonius, Lepidus) și republicani (între alții, Brutus, Cassius și Cicero). Conflictul s-a încheiat cu victoria cezarilor în Bătălia de la Philippi și stabilirea formală a unui al Doilea Triumvirat, în care Octavianus, Marcus Antonius și Lepidus au preluat împreună controlul asupra Romei. Tensiunile iscate între Octavianus și Marcus Antonius au condus la un nou război civil, culminând cu înfrângerea lui Marcus Antonius în Bătălia de la Actium. Octavianus a ajuns liderul absolut al lumii romane.
Perioada de războaie civile a transformat Republica Romană în Imperiul Roman, cu nepotul de bunic, în același timp și fiu adoptiv al lui Cezar, Octavian, cunoscut mai târziu ca Cezar August, instalându-se ca primul împărat.
Campaniile militare ale lui Cezar sunt cunoscute în detaliu prin prisma propriilor sale consemnări: Commentarii de Bello Gallico. Multe detalii ale vieții sale au fost relatate mai târziu de istorici, precum Suetonius, Plutarh și Cassius Dio.

## Viața timpurie

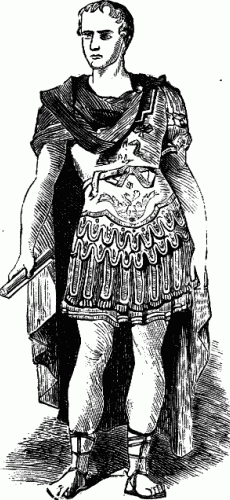
Tânărul Cezar

Cezar s-a născut la Roma, într-o binecunoscută familie de patricieni (ginta Iulia), prezumtiv descinsă din Iulus, fiul prințului troian Eneas, care, conform legendei, era fiul zeiței Venus. Potrivit unei legende, nașterea lui Cezar a fost posibilă prin cezariană, însă este foarte puțin probabil, deoarece în acea epocă o astfel de incizie se executa doar asupra femeilor decedate. Cezar a crescut într-o locuință modestă dintr-o construcție antică (insula) în Suburba, cartier al clasei de mijloc din Roma. 
Familia lui Cezar, deși cu descendență patriciană, deci aristocrată, nu era înstărită, după standardele nobilimii romane. Astfel, niciun membru al familiei nu s-a făcut remarcat în societate în timpul copilăriei lui Cezar, deși, în generația tatălui său, avusese loc o reînnoire a averilor familiei. Mătușa paternă, Iulia, s-a căsătorit cu Gaius Marius, un general talentat și reformator al armatei romane. Marius a devenit unul dintre cei mai bogați locuitori ai Romei, influența sa politică contribuind și la îmbunătățirea situației materiale a familiei lui Cezar.
Spre sfârșitul vieții lui Marius, în 86 î.Hr., politica internă atinse un punct de ruptură. În această perioadă, politicienii romani erau, în general, divizați în două partide: Populares, care îl includea pe Marius, și Optimates, din care făcea parte Lucius Cornelius Sulla. O serie de dispute între cele două partide a dus la un război civil, deschizând în final calea lui Sulla către postul de dictator. Datorită legăturii de familie, Cezar era aderent la partidul lui Marius. Nu era doar nepotul lui Marius: era căsătorit cu Cornelia Cinna Minor, cea mai tânără fiică a lui Lucius Cornelius Cinna, care era cel mai mare simpatizant al lui Marius și inamicul declarat al lui Sulla. În anul 85 î.Hr., când Cezar împlinise 15 ani, tatăl său s-a îmbolnăvit și a murit. Cezar a devenit moștenitorul majorității proprietăților și averilor deținute de tată și de Marius.
Când Sulla a ieșit învingător din războiul civil și și-a început programul de proscriere, Cezar, în vârstă de 20 de ani, se afla într-o situație dificilă. Sulla i-a ordonat în 82 î.Hr. să divorțeze de Cornelia, dar Cezar a refuzat și a plecat prudent din Roma, pentru a se ascunde. Sulla i-a grațiat pe Cezar și familia sa și i-a permis să se reîntoarcă la Roma. Într-un moment profetic, se spune că Sulla a comentat pericolul de a-l fi lăsat în viață pe Cezar. Potrivit lui Suetonius, în momentul revocării exilului lui Cezar, dictatorul ar fi spus: „El, a cărui viață o dorești atât de mult, va deveni, într-o zi, cel care va răsturna partea de nobili a căror cauză o susții alături de mine; căci în acest singur Cezar vei găsi mulți precum Marius“!
În ciuda grațierii, Cezar nu a rămas în Roma și a plecat în Asia și Cilicia pentru satisfacerea serviciului militar. Aflat în Asia Mică, Cezar era implicat în mai multe operațiuni militare. În anul 80 î.Hr., încă sub comanda lui Thermus, a jucat rolul de pivot în asedierea Miletului. În timpul bătăliei, Cezar a dat dovadă de atâta bravură personală pentru salvarea vieții legionarilor, încât a fost decorat ulterior cu distincția corona civica⁠(d), unul dintre cele mai înalte onoruri acordate unui militar fără rang de comandant și purtată în public chiar și în prezența senatorilor Romei; toată lumea era obligată să se oprească și să aplaude prezența purtătorului acestei coroane civice.
La Roma, în anul 78 î.Hr., după moartea lui Sulla, Cezar își face debutul politic în Forul din Roma ca avocat, recunoscut fiind pentru calitatea de orator și pentru atitudinea neînduplecată în procesele împotriva foștilor guvernatori, deferiți justiției  pentru înșelăciune și corupție. Marele orator Cicero comenta: „Există cineva care are calitatea de a vorbi mai bună decât Cezar?“ Țintind către perfecțiune în retorică, Cezar a plecat în 75 î.Hr. pentru studii de filosofie și oratorie în Rodos, unde l-a avut dascăl pe celebrul Apollonius Molo.
În drumul spre insulă, Cezar a fost răpit în Marea Mediterană de pirați cilicieni. Când aceștia au cerut o răscumpărare de douăzeci de talanți, Cezar le-a râs în nas, spunând că nu au habar pe cine au capturat. Cezar le-a ordonat să ceară cincizeci. Aceștia au acceptat și Cezar și-a trimis discipolii în diverse orașe pentru a strânge banii de răscumpărare. În total, a fost reținut treizeci și șase de zile, timp în care i-a amenințat deseori, pe un ton ironic, că îi va crucifica. Ținându-se de cuvânt, imediat după ce a fost răscumpărat și pus în libertate, Cezar a organizat o forță navală care a reușit să prindă pirații și să cucerească fortăreața din insula acestora. Cezar a dispus omorârea piraților prin răstignire, ca avertisment dat tuturor piraților. Dar, întrucât pirații îl trataseră bine pe durata răpirii, Cezar a ordonat ca, înainte de crucificare, acestora să le fie fracturate picioarele, pentru a le reduce suferința în timpul supliciului.
După întoarcerea la Roma în anul 73 î.Hr., Cezar a fost ales membru al Colegiului Pontifilor. Revenirea lui Cezar la Roma a avut loc în toiul răscoalei sclavilor conduși de fostul gladiator Spartacus. Senatul trimisese legiuni după legiuni pentru înfrângerea revoltei, dar forțele lui Spartacus au ieșit învingătoare de fiecare dată. În 72 î.Hr., Adunările romane l-au ales pe Cezar în funcția de tribun militar, aceasta fiind primul său pas în viața politică. În anul 71 î.Hr., Marcus Crassus a devenit coordonatorul acțiunilor întreprinse pentru înfrângerea răsculaților conduși de Spartacus. Cezar a fost unul dintre puținii susținători ai lui Crassus în încercarea de a restabili ordinea în stat. Senatul l-a desemnat pe Crassus pentru această cauză, care a format șase legiuni noi, recrutându-l și pe tânărul Cezar pentru a servi ca tribun cu atribuții de avocatură. După câteva înfrângeri, armata lui Crassus l-a învins pe Spartacus în 71 î.Hr.. În timpul petrecut împreună, Cezar și Crassus s-au împrietenit, ceea ce a contribuit ulterior la carierele ambilor. Triumful lui Cezar avea să se transforme curând în dezastru.
În anul 69 î.Hr., Cezar a rămas văduv, după moartea Corneliei în încercarea de a aduce pe lume un copil, mort și el. În același an o pierde și pe mătușa sa, Iulia, de care era foarte atașat. Aceste două decese l-au lăsat pe Cezar în postura de a crește singur o fiică încă minoră, Iulia Cezaris. Nu exista tradiția ca femeile romane să aibă parte de funeralii publice fastuoase, însă Cezar s-a abătut de la tradiție în această privință. În timpul funeraliilor, Cezar a trimis elogii din Rostra. Funeraliile mătușii Iulia au fost încărcate de conotații politice, Cezar insistând ca masca mortuară să aibă fizionomia lui Marius. Deși Cezar era foarte apropiat de ambele femei (potrivit scrierilor lui Suetonius), aceste cuvântări au fost interpretate de oponenții săi politici ca propagandă vizând alegerea sa în postul de chestor.

## Cursus honorumal lui Cezar

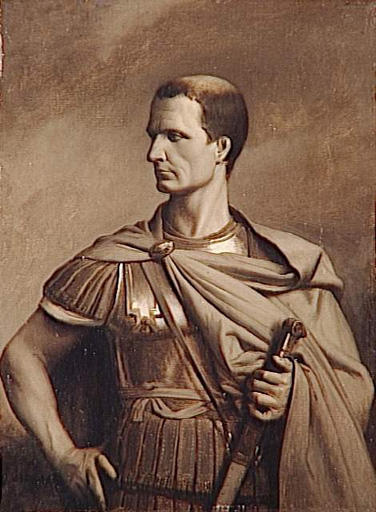
Cezar, la începutul carierei militare

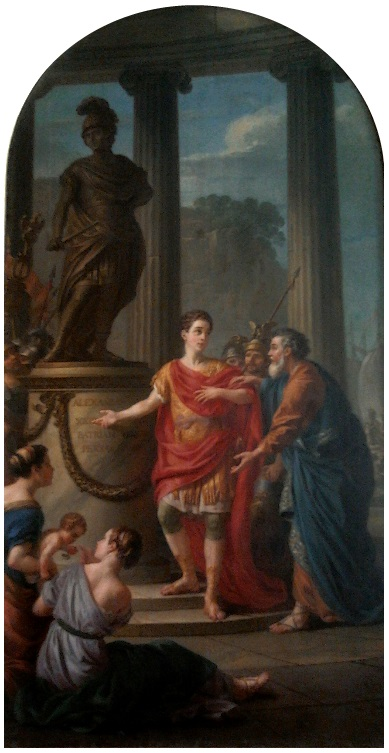
Cezar în fața statuii lui Alexandru cel Mare

Adunarea Poporului l-a ales pe Cezar în funcția de chestor în anul 69 î.Hr., la vârsta de treizeci de ani, conform celor prevăzute în cursus honorum. A fost repartizat aleatoriu cu un chestorat în Hispania Ulterior, provincie romană situată în Portugalia de astăzi și sudul Spaniei. Stagiul său de demnitar administrativ și financiar în Hispania Ulterior a fost în general lipsit de evenimente; în acea perioadă avut loc faimoasa întâlnire cu o statuie a lui Alexandru cel Mare. Se spune că s-ar fi oprit și ar fi plâns la templul lui Hercule din Gades. Fiind întrebat de ce a avut o astfel de reacție, a răspuns simplu: „Crezi că sunt lipsit de motive pentru a plânge, când cred că la vârsta mea Alexandru cucerise atât de multe națiuni, iar eu nu am realizat nimic memorabil în tot acest timp?“.
Cezar a fost eliberat curând din funcția de chestor și i s-a permis reîntoarcerea la Roma. În ciuda durerii de a-și fi pierdut soția, despre care toate relatările sugerează că ar fi iubit-o foarte mult, Cezar s-a recăsătorit în 67 î.Hr., din interes politic. Însă, de această dată, a ales o unire ciudată. Noua lui soție, Pompeia, era nepoata lui Sulla și fiica lui Quintus Pompei. Deși părea a se fi alăturat senatorilor optimați, celelalte acțiuni ale lui Cezar aveau puțin de-a face cu politica conservatoare și și-a continuat drumul spre sprijinirea politicii grupului numit populares. Cezar a sprijinit Lex Gabinia, care îi oferea lui Pompei puteri nelimitate în soluționarea problemelor cu pirații cilicieni. Mai târziu, în fața asprei rezistențe a optimaților, Cezar a sprijinit Lex Manilia, care îi oferea lui Pompei comanda militară unică a forțelor romane din est, în războaiele împotriva lui Mithridate al VI-lea Eupator. Buna relație întreținută cu marele general Pompei, i-a fost de folos lui Cezar în privința carierei sale politice. Rivalitatea dintre Pompei și Crassus, mentorul său, părea a nu fi avut efect asupra lui Cezar. Crassus a continuat să preia și în anii următori plata marilor datorii făcute de Cezar. 
Pe lângă sprijinul pentru legile legate de comanda lui Pompei, Cezar a servit drept curator al Drumului Appian (Via Appia). Întreținerea acestui drum, ce se întindea de la Roma la Cumae și trecea dincolo de călcâiul "cizmei" peninsulei Italia, avea importanță majoră, iar postul de curator era o demnitate înaltă. Deși pe plan personal necesita costuri enorme, poziția oferea mare prestigiu unui senator tânăr. Sprijinul acordat de Crassus a făcut întreaga sarcină realizabilă pentru Cezar. În acest timp, Cezar și-a continuat cariera judiciară până în clipa alegerii sale, în anul 65 î.Hr., ca edil (curule aedile), alături de Bibulus, un tânăr rival, membru al facțiunii optimaților.
Poziția de magistrat a fost următorul pas în cursus honorum, ea dovedindu-se o mare oportunitate pentru maestrul publicului roman. Edilii curule erau responsabili cu astfel de îndatoriri publice, precum construirea și îngrijirea templelor, clădirilor publice, traficului și alte aspecte ale vieții cotidiene din Roma; poate că mai presus de toate, edilii se îngrijeau de organizarea jocurilor publice cu ocazia sărbătorilor statului și de administrarea Circului Maximus. Cezar s-a tot împrumutat, în acea perioadă, până în prag de faliment, însă și-a mărit ireversibil popularitatea printre oamenii de rând. Jocurile organizate de el erau spectaculoase și proiectele de construcție propuse de el ambițioase. Într-un spectacol organizat în onoarea tatălui său, Cezar a înfățișat 320 de perechi de gladiatori în armuri de argint, ceea ce a costat enorm de mult.
Cezar și-a împins agenda mai departe, prin ridicarea unor statui ale lui Marius. Senatul s-a simțit ultragiat, dar popularitatea sa îl făcea aproape intangibil. Senatorii puteau încerca să-i blocheze traseul politic prin alte mijloace. Cezar ar fi putut fi nominalizat să preia conducerea pentru reprimarea unei răscoale în Egipt, dar nu a reușit să obțină sprijinul politic pentru obținerea postului. Cezar și-a încheiat anul ca edil în glorie, însă dând faliment. Datoriile sale atingeau mai multe sute de talanți de aur (sumă echivalentă cu câteva milioane de euro la cursul valutar actual), amenințându-i viitorul carierei. Coedilul său, Bibulus, a fost atât de lipsit de spectaculozitate, în comparație, încât avea să-și declare mai târziu frustrarea că, în întreaga perioadă ca edil, meritele i-au fost atribuite exclusiv lui Cezar, în loc de a fi împărțite împreună elogiile.
Succesul în demnitatea de edil, i-a fost lui Cezar de mare folos în alegerea sa ca Pontifex Maximus (mare preot) în anul 63 î.Hr., ca urmare a morții predecesorului său, Quintus Caecilius Metellus Pius. Poziția însemna ocuparea unei noi case - Domus Publica (casa publică) în For, și implica răspunderea pentru toate atribuțiile religioase romane și patronatul preoteselor virgine ale zeiței Vesta. Pentru Cezar, numirea însemna și ușurarea datoriilor sale; totodată îi conferea o putere considerabilă. Deși în termeni tehnici pontificiatul nu reprezenta o poziție politică, oferea și avantaje considerabile în relația cu Senatul și la modificările legislative.
Debutul ca pontifex a fost marcat, însă, de un scandal. În urma morții soției sale, Cornelia, Caesar s-a recăsătorit în anul 67 î.Hr. cu Pompeia Sulla, o nepoată a lui Sulla. Ca soție de pontifex și matroană (în latină "femeie măritată") importantă, Pompeia era responsabilă cu organizarea festivalului Bona Dea, din luna decembrie, un ritual destinat exclusiv femeilor și considerat sacru. Însă Publius Clodius Pulcher a reușit să pătrundă, deghizat în femeie, în clădirea unde se desfășura festivalul. Acest fapt a fost considerat un sacrilegiu absolut, din care cauză Pompeia a primit o scrisoare de divorț. Însuși Cezar a recunoscut că Pompeia ar fi putut fi nevinovată, dar a afirmat: „Soția lui Cezar, ca și întreaga sa familie, trebuie să fie deasupra suspiciunilor!“ 
Anul 63 î.Hr. a fost dificil, nu doar pentru Cezar, ci și pentru Republica Romană. Cezar a candidat și a câștigat alegerile pentru postul de pretor urban, în anul 62 î.Hr. Înainte să fie instalat în noul său post, s-a declanșat Conspirația lui Catilina, care l-a pus pe Cezar din nou în conflict direct cu optimații. Lucius Sergius Catilina, de două ori candidat la postul de consul, se confrunta cu acuzații de planificare a răsturnării Republicii prin rebeliune armată. Vina lui Catilina era însă controversată. La alegerile de la finele anului 63 î.Hr., Marcus Tullius Cicero l-a înfrânt pe Catilina în cursa electorală consulară.
La puțin timp după aceasta, Crassus a primit scrisori anonime care îl informau că diverși senatori trebuia să plece din Roma, pentru a evita masacrarea liderilor guvernamentali. Crassus i-a dus scrisorile lui Cicero, care a prezentat conspirația Senatului. Mulți dintre senatori nu i-au dat crezare, fiind convinși că Cicero a fabricat întreaga poveste pentru câștig politic. Elocvența oratorică a lui Cicero, a convins însă Senatul că acest complot necesita măsuri extreme. Senatus consultum ultimum i-a acordat lui Cicero autoritatea de a se ocupa de conspiratori. Catilina, printre alții, a devenit prima țintă. Ca răspuns, acesta a decis să fugă din Roma, dar nu înainte de a se fi implicat într-un complot pentru asasinarea lui Cicero. Complotul a eșuat, iar Catalina a plecat pentru a se alătura rebeliunii din provincia Etruria. Au fost condamnați la moarte și executați, fără proces, 5 romani notabili, aliații lui Catilina. Alternativa ar fi fost exilul, încarcerarea înainte de proces nemaifiind folosită; însă, dacă ar fi fost exilați, cei condamnați s-ar fi pus în fruntea armatelor lui Catilina, în Etruria. Senatul a dezbătut această temă, iar Cezar s-a numărat printre puținii care s-au pronunțat împotriva pedepsei capitale.
Implicarea în afacerea Catilina nu i-a cauzat lui Cezar nici un dezavantaj de durată, astfel că în anii următori a început un mandat ca pretor urban. Din această poziție de elită și-a promovat încă o dată politica populares. A cerut bani destinați unui proiect de restaurare a capitalei, pe care optimații l-au refuzat. Fără succes în această încercare, Cezar a întărit coaliția cu Pompei, care urma să se întoarcă curând la Roma din campaniile sale în est. Întoarcerea lui Pompei i-a neliniștit pe optimați, care se temeau de un marș în stilul lui Sulla asupra Romei și de instaurare a dictaturii. Aveau nevoie să prezinte orașul și împrejurimile sale ca mediu stabil, lipsit de nevoia „ordinii restauratoare“ a lui Pompei. Aliatul acestuia, Caecilius Metellus Nepos, a adus problema în fața Senatului, cerând ca lui Pompei să-i fie permisă venirea la Roma și restaurarea. Cezar i-a sprijinit pe Nepos și Pompei, dar Cato a zădărnicit moțiunea. Nepos a fugit din Roma pentru a i se alătura lui Pompei, iar Cezar a fost înlăturat din funcția de pretor. Când mulțimea venită în sprijinul lui Cezar a amenințat violent, el a fost repus în funcție și a potolit mulțimea pentru a nu se recurge la violență.
Spre finalul mandatului de pretor, s-a constatat că Cezar a delapidat și urma să fie dat în judecată pentru deturnarea fondurilor administrate. Crassus i-a sărit din nou în ajutor, achitând un sfert din totalul de 20 milioane de dinari. În cele din urmă, până în anul 61 î.Hr., Cezar a fost desemnat ca guvernator propretor al Lusitaniei, provincia unde fusese anterior chestor. Odată cu această numire, creditorii săi s-au retras, permițându-i un statut chiar profitabil. Părăsirea Romei înainte de a o fi preluat în mod oficial, a dovedit că Cezar nu voia să-și asume niciun risc.
Cezar și personalul său au călărit în forță, ajungând la Rhone în doar 8 zile, iar el a întrevăzut viitoarea sa abilitate de a organiza deplasarea cu viteze mari a unor mari unități de armată. În drumul lor, mai mulți membri ai anturajului au notat barbaricul și, în viziunea lor, mizerabilul standard de trai al satelor. Cezar, demonstrându-și ambiția, a replicat: „Din partea mea, aș prefera să fiu primul om între acești inși, decât al doilea în Roma!”. În timpul mandatului de guvernator, Cezar și-a întărit relația cu popoarele galice/celtice, ceea ce s-a dovedit un factor important în planurile sale de mai târziu.
Odată sosit în Hispania, Cezar și-a făcut o reputație deosebită în postura de comandant militar. Între anii 61 și 60 î.Hr., a câștigat bătălii importante împotriva triburilor galiciene și lusitane. După una dintre victorii, soldații săi l-au aclamat ca imperator pe câmpul de luptă, ceea ce reprezenta aprecierea de maximă importanță pentru a fi un triumf roman eligibil. Cezar se afla în fața unei dileme. Dorea să candideze pentru postul de consul în anul 59 î.Hr. și pentru aceasta trebuia să fie prezent în Roma, dar voia să primească totodată onorul pentru un triumf. Optimații au folosit această dilemă împotriva sa, forțându-l să aștepte la porțile orașului, până când avea să i se confirme triumful. Întârzierea aceasta avea să îl coste pe Cezar ocazia de a candida la alegerile pentru postul de consul și l-a pus în fața unei decizii fatale. Astfel că în vara anului 60 î.Hr., Cezar a intrat în Roma pentru a candida la cea mai înaltă funcție din Republică.

## Primul triumvirat

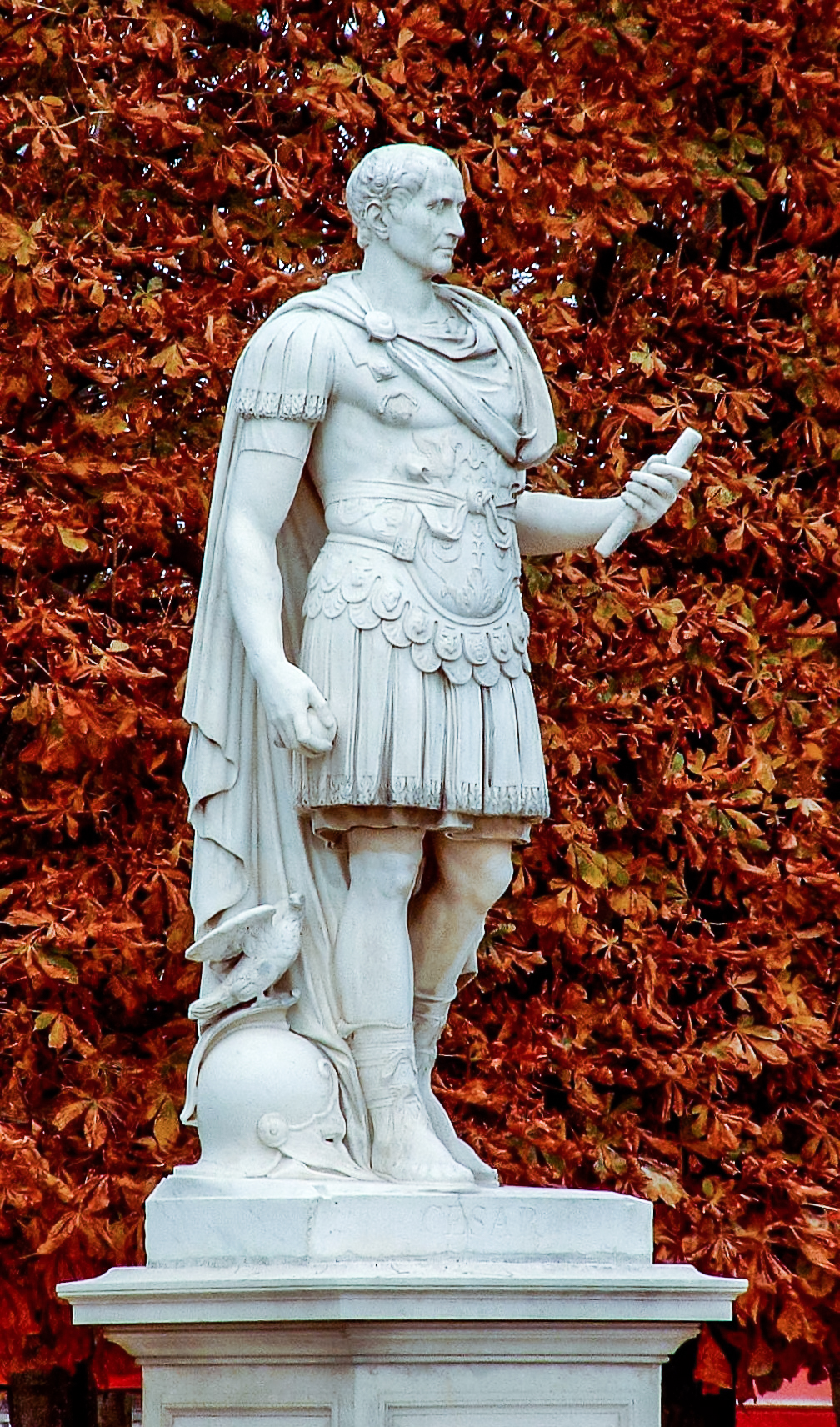
Cezar, consul

În anul 60 î.Hr., decizia lui Cezar de a obține candidatura pentru un posibil triumf (datorat realizărilor sale în Hispania) l-a pus în poziția de a candida pentru consul. Deși Cezar dispunea de o popularitate copleșitoare printre membrii adunărilor cetățenești, a fost nevoit să manipuleze alianțe formidabile în Senatul roman, pentru a-și putea asigura alegerea. Având deja o prietenie solidă cu fabulos de bogatul Marcus Licinius Crassus, l-a abordat pe adversarul acestuia, Pompei cel Mare, propunându-i o coaliție. Pompei era deja frustrat din cauza incapacității sale de a obține reforma teritorială pentru veteranii săi din est, iar Cezar a aplanat sclipitor orice diferende existente pe atunci între cei doi puternici lideri.
Alianța (cunoscută astăzi sub numele de Primul Triumvirat) a fost formată la finele anului 60 î.Hr., și a rămas secretă, în mod remarcabil, o bună perioadă de timp. Pompei și Crassus au căzut de acord să își folosească averile și puterea pentru a ajuta candidatura lui Cezar la consulat, iar în schimb, Cezar avea să influențeze agendele politice ale celor doi. Cezar și Crassus, care erau deja buni prieteni de un deceniu încoace, și-au consolidat alianța cu Pompei, oferindu-i acestuia în căsătorie pe fiica lui Cezar, Iulia Cezaris. Alianța combina enorma popularitate a lui Cezar în rândul plebeilor și reputația sa, cu averea și influența asupra plutocrației marilor comiși de care dispunea Crassus, alături de reputația militară, averea și influența senatorială ale lui Pompei. Cu ajutorul acestora, Cezar a câștigat cu ușurință poziția de consul, însă Optimații au reușit alegerea fostului co-edil a lui Cezar, Marcus Calpurnius Bibulus, în poziția de consul junior.
Odată instalat în funcție, în anul 59 î.Hr., primul obiectiv din agenda lui Cezar l-a reprezentat crearea unei legi care stipula ca toate dezbaterile și procedurile din cadrul Senatului să fie făcute publice. După aceasta, și-a respectat acordul făcut cu Pompei. Terenuri din părți nepopulate ale Italiei aveau să fie restituite și oferite veteranilor lui Pompei. Astfel, Cezar nu ameliora doar problema mulțimii șomere din Roma, ci satisfăcea și doleanțele legiunilor lui Pompei. Însă Cato cel Tânăr, alături de facțiunea Optimaților, s-a opus conceptului, din simplul motiv că era o idee a lui Cezar. Consulul a mustrat Senatul și a dus problema direct în fața poporului.
În timp ce vorbea în fața unei Adunări cetățenești, Cezar și-a întrebat co-consulul, Bibulus, despre sentimentele sale privind o astfel de reglementare legislativă. Răspunsul acestuia a fost unul simplu: legea nu putea fi acceptată, chiar dacă toată lumea ar fi dorit acest lucru. În acest moment, așa-numitul prim triumvirat a fost făcut public, iar Pompei și Crassus au aprobat cu ardoare măsura de urgență. Legea a fost sprijinită de copleșitoarea reacție a publicului, și Bibulus s-a retras către casa sa, în dizgrație. Bibulus și-a petrecut restul timpului din anul său consular, folosind semnale religioase pentru a dovedi că legile lui Cezar erau nule și lipsite de valoare, într-o încercare de a împotmoli sistemul politic. În schimb, i-a acordat involuntar autonomie completă lui Cezar pentru a face posibil aproape orice își propunea. După retragerea lui Bibulus, anul consular al celor doi avea să fie numit, în glumă: anul lui „Iulius și Cezar”.
Cezar a primit proconsulatul Galiei Cisalpine și al Illyriei, oferindu-i-se oportunitatea de a își egala victoriile politice cu gloriile militare. Acest post, cu o durată de 5 ani, fără precedent într-un domeniu relativ sigur, era un semn evident al ambiției lui Cezar pentru cuceriri externe. Viitoarele campanii conduse de Cezar erau, din acest moment, la propria sa discreție. Ca un plus de noroc, guvernatorul Galiei Narbonensis murise, provincia fiindu-i, de asemenea, încredințată lui Cezar.
În anul 59 î.Hr., Cezar dispunea de sprijinul poporului, alături de cei mai puternici doi oameni din Roma (cu excepția sa), și de oportunitatea de a avea glorie infinită în Galia. La vârsta de 40 de ani, deși deținea cel mai înalt post din Roma și continua să își înfrângă adversarii la fiecare întoarcere, adevărata sa grandoare avea să vină mai târziu. Mărșăluind cu rapiditate prin siguranța relativă a provinciilor aflate în subordinea sa, pentru a își invoca imperiumul și a evita judecata, Cezar avea să modifice platforma geopolitică a lumii antice.

## Războaiele galice

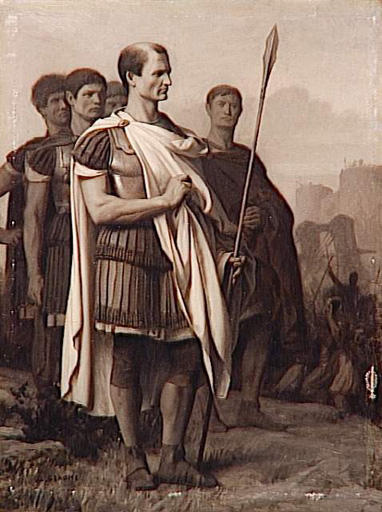
Cezar și generalii săi

Gaius Iulius Caesar și-a însușit controlul oficial asupra provinciilor Illyria, Galia Cisalpină și Galia Transalpină în anul 59 î.Hr.  Dincolo de provincia Galia Transalpină se găsea un teritoriu vast, echivalând cu Franța de astăzi, numit Galia Comata, unde existau confederații independente de triburi galice/celtice, ce mențineau diferite relații cu Roma. Dar, imediat după ce el și-a ocupat poziția, un trib celtic ce trăia pe teritoriul Elveției contemporane, helveții, a plănuit să migreze din regiunea alpină către vestul Franței de astăzi. Însă, pentru a putea realiza o astfel de migrare, helveții ar fi trebuit nu doar să mărșăluiască prin teritorii aflate sub control roman, ci să străbată și teritoriul tribului Aedui, aliat cu romanii. Alte triburi celtice și locuitori din provincia Galia Narbonensis se temeau ca helveții să nu vandalizeze totul în calea lor, până la destinația finală. Fără a pierde timp, Cezar s-a opus ideii și a recrutat în grabă două noi legiuni.
Mai multe alte triburi s-au alăturat mișcării helveților, ei devenind cu timpul cel mai mare și cel mai puternic trib din Galia. În total, conform scrierilor lui Cezar, se adunaseră aproape 370.000 de persoane, din care 260.000 erau femei, copii și alte tipuri de non-combatanți. După ce au pornit la drum, fără a ține seamă de obiecția lui Cezar, trupele aveau să se întâlnească, inevitabil. După mai multe încăierări, Cezar a cucerit partea muntoasă cu cele șase legiuni ale sale, momind adversarul într-o bătălie neechilibrată. În apropiere de capitala tribului Aedui, Cezar a strivit helveții, măcelărindu-i, indiferent de statutul de combatant al adversarului. Conform lui Cezar, dintre cei 370.000 de inamici, doar 130.000 au supraviețuit bătăliei. În următoarele zile, a ordonat trupelor să urmărească ce mai rămăsese din armata adversă; se pare că au fost uciși încă 20.000 de oameni. Aproape în același timp, la sfârșitul lui 59 î.Hr., liderul germanic  Ariovistus, căpetenie a tribului Suebi, a condus o invazie a Galiei prin atacuri asupra granițelor, însă Cezar a înăbușit situația la acel moment, aranjând o alianță cu germanii, la începutul anului 58 î.Hr. A forțat retragerea germanilor înapoi în est, de-a lungul Rinului și a folosit pretextul „apărării aliaților Romei” pentru a-și continua cuceririle în nord.
În primăvara anului 57 î.Hr., Cezar se afla în Galia Cisalpină, îngrijindu-se de administrația guvernământului său. În ciuda grandioaselor mulțumiri oferite de diverse triburi galice, nemulțumirea creștea. Cezar a auzit un zvon despre formarea unei confederații a triburilor galice sub stăpânire belgică, pentru a se opune prezenței romane în Galia. Astfel că s-a întors în grabă la trupele sale, formând 2 noi legiuni alcătuite majoritar din „cetățeni” galici, numărul total al acestora ridicându-se acum la opt.
La sosirea lui Cezar, probabil în iulie 57 î.Hr., zvonurile opoziției galice se adeveriseră. Cezar s-a mișcat cu rapiditate, surprinzând triburile galice înainte ca acestea să se fi alăturat opoziției și transformându-le în aliați. Ca represalii, triburile belgice au început atacul. Cu cele opt legiuni, romanii au spulberat atacul printr-o bătălie dificilă. Pentru Cezar, victoria avea o dublă conotație: nu doar o victorie armată, ci și una politică, însoțită de o propagandă solitară, de asemenea. Protejându-și „aliații” de agresiuni externe, el putea acum securiza cu ușurință legalitățile necesare împotriva triburilor belgice. Deși ar fi reprezentat încă o campanie dificilă, acesta era exact genul de șansă pe care Cezar și-l dorea. A continuat spre nord, cucerind tot ce-i stătea în cale, fie prin politică, fie pe calea armată.
La începutul campaniei din anul 56 î.Hr., Cezar considera că Galia nu era încă pregătită pentru ocupația romană. Și-a trimis generalii în fiecare colț al Galiei, pentru a înăbuși orice rezistență în calea lor. Publius Crassus, fiul lui Marcus Crassus, a fost trimis în Aquitania cu 12 cohorte legionare, pentru a subjuga triburile de acolo. Cu ajutorul trupelor auxiliare galice, Crassus a adus cu rapiditate controlul roman până în cea mai vestică porțiune a Galiei. Decimus Brutus, tânărul viitor asasin al lui Cezar, a fost trimis în nord, către Britania de astăzi, pentru a construi o flotă împotriva veneților. Aceștia controlau căile navigabile cu o formidabilă flotă proprie, sprijiniți însă și de celții britanici. Inițial vasele galice le-au depășit pe cele romane, Brutus neputând împiedica operațiunile veneților. Dar ingeniozitatea romană a intrat în acțiune, și aceștia au început să folosească cârlige lansate de arcași pentru a cuceri vasele veneților. În scurt timp, veneții au fost complet învinși, și ca multe triburi înaintea lor, vânduți ca sclavi.
În total, zeci de triburi au fost forțate să capituleze în fața dominației romane și sute de mii de prizonieri au fost trimiși la Roma, ca sclavi. Odată cu înfrângerea rezistenței galice, Cezar și-a îndreptat atenția dincolo de Canalul Mânecii. Totuși, cucerirea nu era atât de completă pe cât părea. Cezar a fost nevoit să se confrunte mai întâi cu alte incursiuni germanice, înainte de a putea traversa către insulă. Și, în ciuda încrederii sale, triburile galice nu erau nici pe departe atât de subjugate pe cât credea el. Pentru moment, însă, Cezar s-a reîntors în Galia Cisalpină pentru a se ocupa de problemele politice din Roma.

## Germania, Britania și Vercingetorix
Până în anul 56 î.Hr., pe măsură ce Cezar împingea controlul roman în întreaga provincie galică, situația politică din Roma era pe cale de a se destrăma. Aflat în mijlocul planificării următoarelor acțiuni în Galia, Britania și Germania, Cezar s-a reîntors în Galia Cisalpină, știind că trebuie să se afirme din nou pentru sprijinul Senatului Roman. Pompei se afla în Italia nordică, îngrijindu-se de îndatoririle sale în cadrul comisiei grânelor, iar Crassus a mers la Ravenna pentru a se întâlni cu Cezar. Dar el i-a chemat pe ambii la Lucca pentru o conferință, iar celor trei triumviri li s-au alăturat până la 200 de senatori. Deși sprijinul în Roma era deslușit, această întâlnire a fost menită scopurilor triumviratului, aceasta dovedindu-se mai mult decât o coaliție a doar a 3 persoane. Însă Cezar avea nevoie ca Pompei și Crassus să se înțeleagă, pentru a putea menține întreaga înțelegere. Comanda lui Cezar trebuia prelungită, pentru a fi asigurat împotriva judecății.

Cezar și Vercingetorix

Acordul asupra căruia s-a înțeles i-ar fi acordat lui Cezar prelungirea de care avea nevoie, în timp ce Pompei și Crassus aveau posibilitatea de a accede la putere. Pompei și Crassus aveau să fie aleși consuli simultan pentru anul 55 î.Hr., lui Pompei încredințându-i-se regiunea Hispania, iar Crassus primind Siria. Pompei, gelos asupra creșterii pe care o înregistra armata lui Cezar, dorea securitatea unei domnii provinciale cu ajutorul legiunilor, iar Crassus dorea oportunitatea gloriei militare către est, în Parthia. După soluționarea problemelor, Crassus și Pompei s-au întors la Roma pentru a participa la alegerile din 55 î.Hr.. În ciuda înverșunatei rezistențe din partea Optimaților, inclusiv o întârziere în alegeri, statutul de consuli al celor doi a fost confirmat până la urmă. Cezar însă nu și-a asumat nici un risc și a trimis nunțiul său, Publius Crassus, înapoi la Roma alături de 1.000 de oameni pentru a „păstra ordinea”. Prezența acestor oameni, alături de popularitatea lui Crassus și Pompei au reușit cu greu sa stabilizeze situația. Cezar s-a întors în grabă în Galia pentru a pune pe picioare prima invazie romană în Britania.
Înainte ca Cezar să-și poată concentra atenția asupra Britaniei, o invazie germanică de-a lungul Rinului, în teritoriul ubian i-a întors atenția asupra Germaniei. Invadatorii au trimis ambasadori către Cezar spunând că doreau pace, însă Cezar le-a cerut mutarea de pe teritoriul Galiei și a ordonat mobilizarea legiunilor sale pentru a înfăptui acest lucru. Înainte ca Cezar să pornească atacurile, cavaleria sa a fost atacată prin surprindere, 78 de romani fiind uciși în luptă. Un asalt la scală majoră a fost lansat apoi asupra taberei germanice și, conform lui Cezar, 430.000 de germani rămași fără lider, femei și copii au fost adunați laolaltă. Romanii au măcelărit fără discriminare, trimițând masa de persoane către Rin, unde mulți alții au sucombat înecându-se. Nu se știe care a fost numărul victimelor până la final, însă Cezar a pretins că nu a pierdut nici măcar un soldat.

## Războiul civil

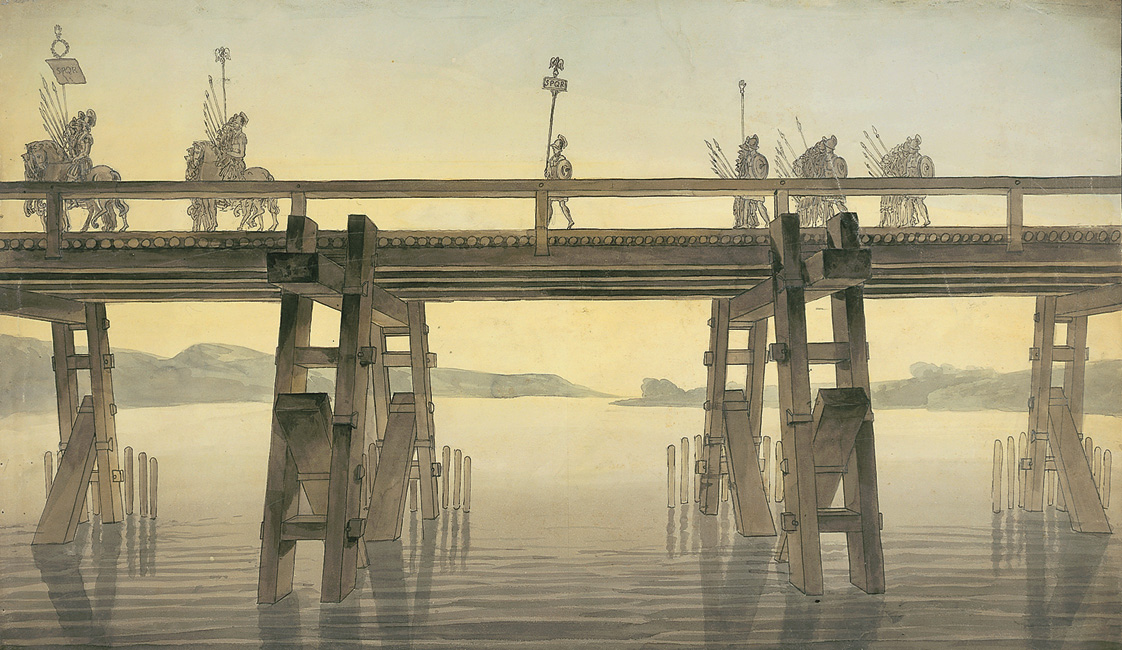
Traversarea Rubiconului

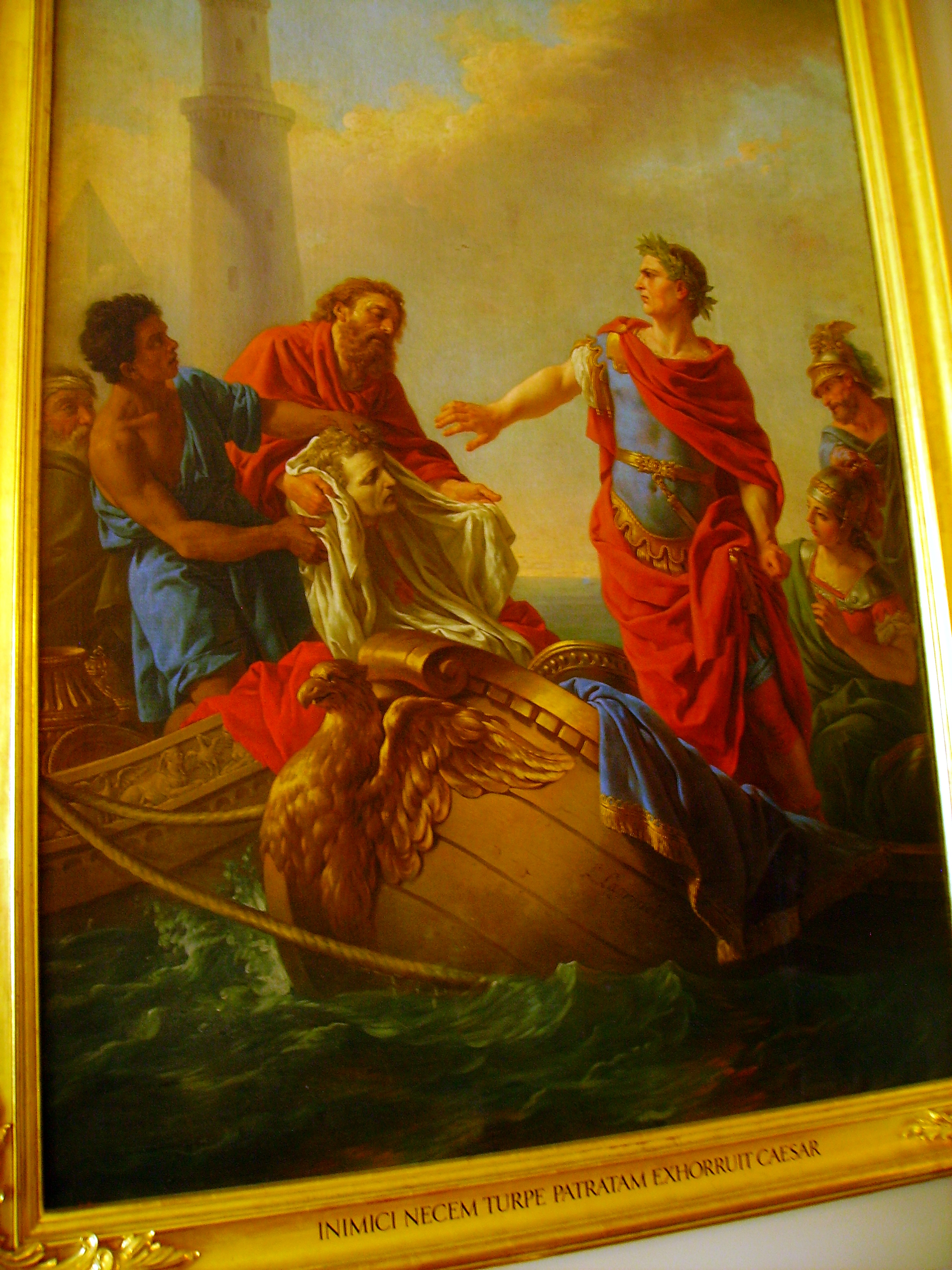
Prezentarea lui Pompei lui Cezar

În anul 50 î.Hr., Senatul condus de Pompei i-a ordonat lui Cezar să se întoarcă la Roma și să-și demobilizeze armata pentru că termenul său ca proconsul se încheiase. În plus, Senatul îi interzice lui Cezar să candideze pentru un consulat secund în absența sa. Cezar a crezut că va fi judecat și marginalizat politic dacă ar fi intrat în Roma fără imunitatea pe care i-o conferea poziția de consul sau fără puterea armatei sale. Pompei l-a acuzat pe Cezar de insubordonare și trădare. Pe 10 ianuarie 49 î.Hr. Cezar traversează cu trupele Rubiconul (granița de atunci a Italiei cu Galia) și atacă propria patrie, Republica Romană, cu gândul de a se instala dictator. Istoricii se contrazic în privința spuselor lui Cezar la traversarea Rubiconului. Acesta ar fi spus „Alea iacta est” („Zarurile sunt aruncate”), sau „Fie ca zarurile să zboare la înălțime!” (un citat al poetului Menander). Această controversă minoră apare ocazional în literatura modernă când un autor atribuie citatul mai puțin popular al lui Menander lui Cezar.
Optimații, inclusiv Metellus Scipio și Cato cel Tânăr, au fugit către sud, neștiind că Cezar este însoțit doar de Legiunea a X-a. Cezar l-a urmărit pe Pompei până la Brundisium, sperând să restaureze alianța lor anterioară de zece ani. Pompei l-a evitat, însă, iar Cezar a făcut un uimitor marș de 27 de zile către Spania, unde i-a înfrânt pe locotenenții lui Pompei. Apoi s-a întors la est, pentru a-l provoca pe Pompei în Grecia, acolo unde pe 10 iulie 48 î.Hr. la Dyrrhacium Cezar abia a evitat o înfrângere catastrofală. L-a înfrânt decisiv pe Pompei, în ciuda avantajului numeric al acestuia (aproape dublul infanteriei și cavalerie suplimentară) la Pharsalus într-o luptă violentă și de scurtă durată în anul 48 î.Hr..
Pompei a fugit în Egipt, unde a fost ucis de către un ofițer din serviciul faraonului Ptolemeu al XIII-a. În Roma, Cezar cere să fie numit dictator, avându-l pe Marc Antoniu ca prim locotenent; Cezar a demisionat din postul de dictator după unsprezece zile și a impus să fie ales pentru a doua oară consul, alături de Publius Servilius Vatia Isauricus. L-a urmărit pe Pompei în Alexandria, unde își instalează tabăra armatei sale și devine implicat în războiul civil dintre Ptolemeu și sora, soția și regina alături de care conducea, Cleopatra a VII-a. Poate că alianța lui Cezar cu Cleopatra a fost un rezultat al rolului pe care Ptolemeu l-a avut în uciderea lui Pompei; se relatează că Cezar ar fi plâns la vederea capului lui Pompei, care i-a fost oferit de către șambelanul lui Ptolemeu, Pothinus, ca dar. Cezar înfrânge apoi forțele lui Ptolemeu și o instalează pe Cleopatra ca faraon, alături de care își va crește singurul său fiu biologic despre care se știe, Ptolemeu al XV-a Cezar, cunoscut mai bine sub numele de „Caesarion”. Cezar și Cleopatra nu s-au căsătorit niciodată.
După ce a petrecut primele luni ale anului 47 î.Hr. în Egipt, Cezar merge către Orientul Mijlociu, unde îl anihilează pe regele Farnace al II-lea al Pontului în Bătălia de la Zela; bătălia sa a fost atât de concretă și completă încât a fost comemorată în cuvintele Veni, vidi, vici („Am venit, am văzut, am învins”). După aceasta a pornit către Africa pentru a rezolva problema restului de susținători senatoriali ai lui Ptolemeu. A câștigat cu rapiditate o victorie semnificativă la Thapsus în 46 î.Hr. în fața forțelor lui Metellus Scipio (care moare în bătălie) și a lui Cato cel Tânăr (care se sinucide). Totuși, fii lui Pompei, Gnaeus Pompeius și Sextus Pompeius, alături de Titus Labienus, fostul nunțiu propraetorian al lui Cezar (legatus propraetore) și al doilea în comandă în Războiul Galic, supraviețuiesc bătăliilor din Spania. Cezar a pus sub urmărire și a înfrânt ultimele rămășițe ale opozanților în Bătălia de la Munda în martie 45 î.Hr.. În tot acest timp, Cezar a fost ales pentru al treilea și al patrulea său mandat în poziția de consul în anii 46 î.Hr. (alături de Marcus Aemilius Lepidus) și 45 î.Hr. (fără partener).

## După război

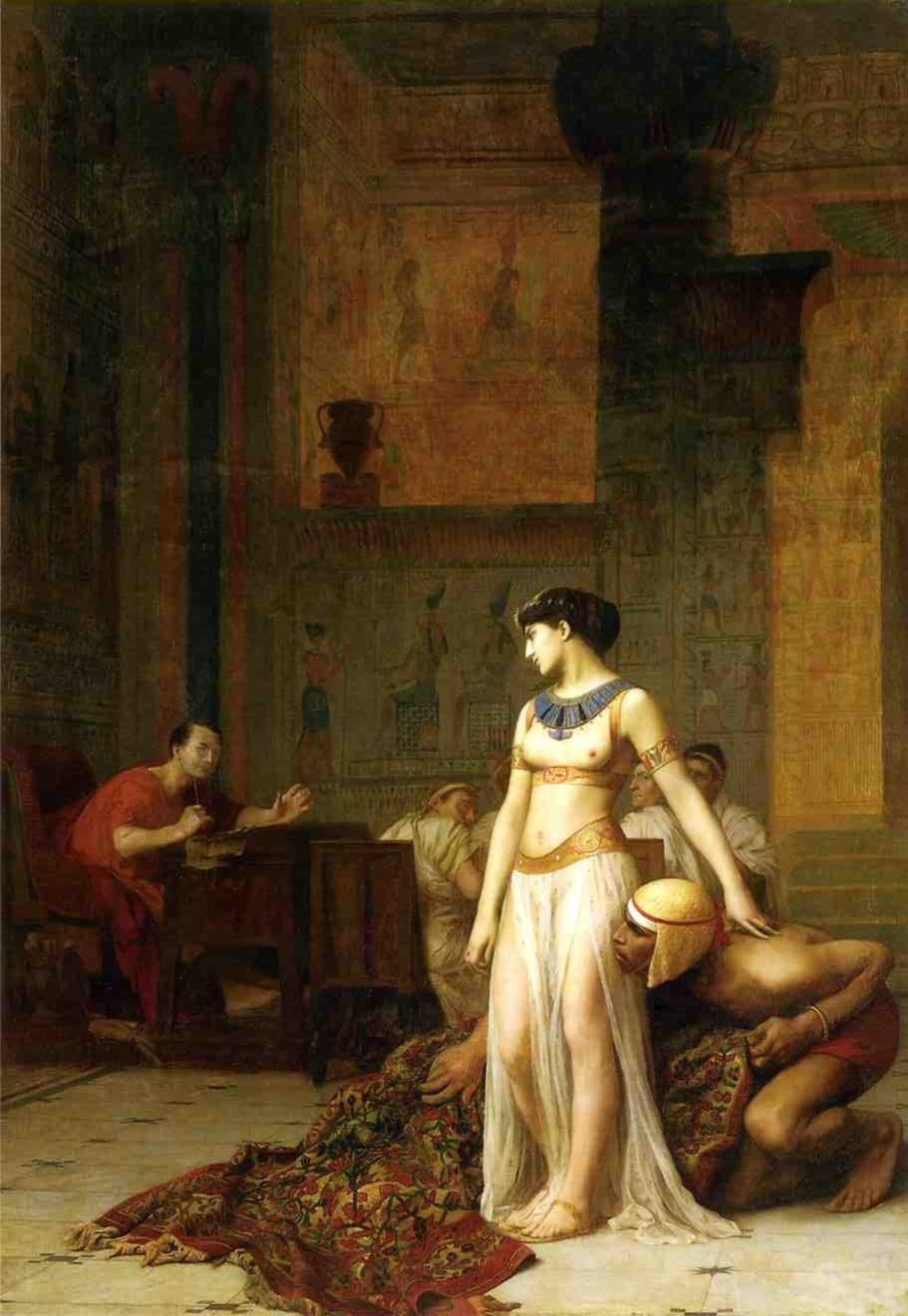
Cleopatra îl seduce pe Cezar

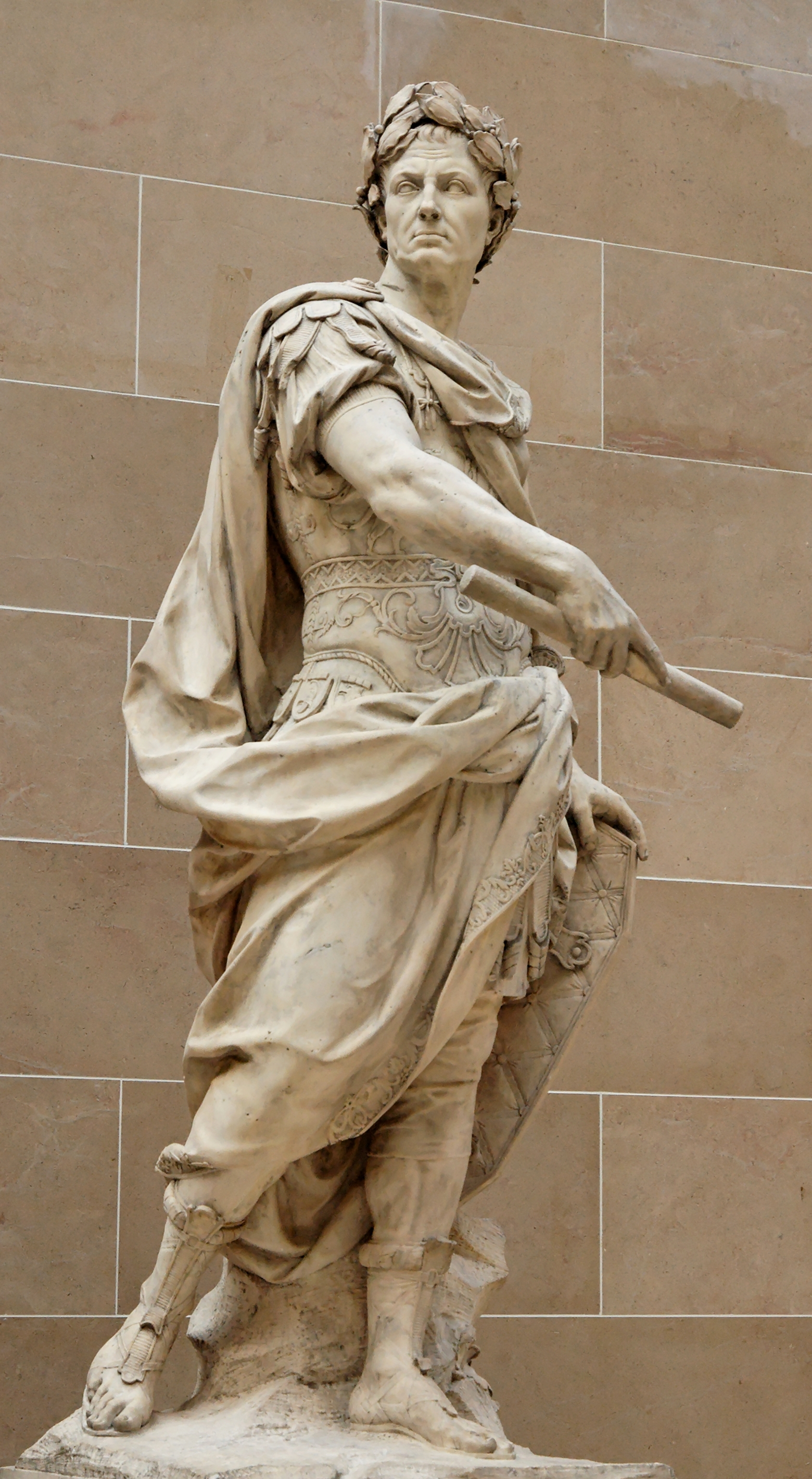
Cezar, de Nicolas Coustou, la Muzeul Luvru

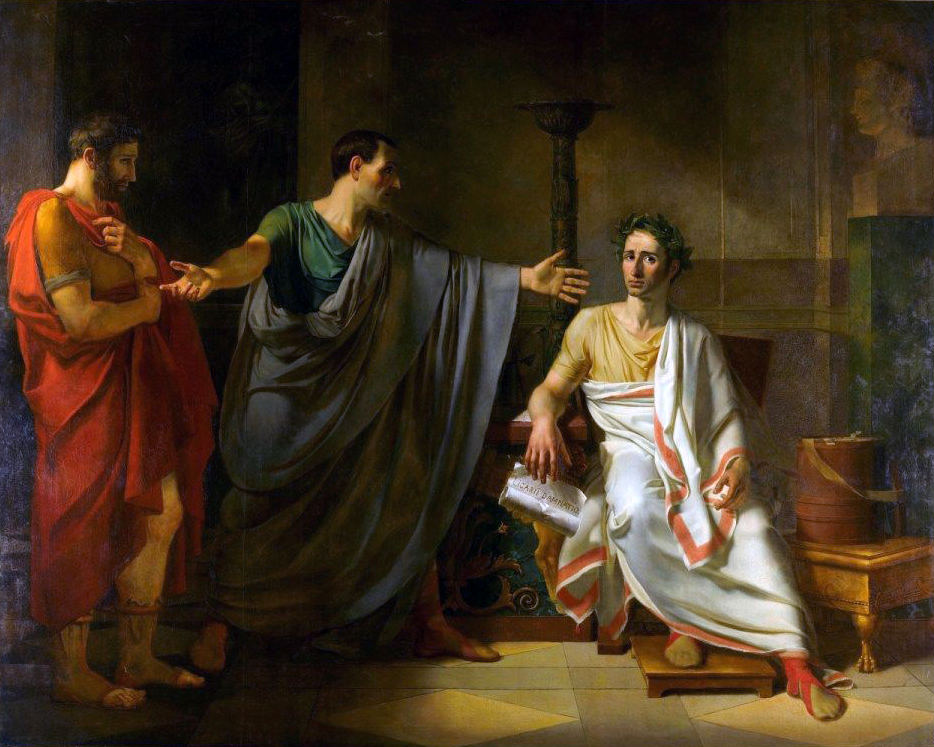
Clemența lui Cezar

Cezar se întoarce în Italia în luna septembrie a anului 45 î.Hr.. și completează testamentul printre primele sale sarcini, numindu-l pe Octavian ca unic succesor. Senatul deja începuse să-i ofere onoruri chiar și în absența sa. Deși Cezar nu și-a proscris inamicii, ci iertându-i aproape pe fiecare dintre aceștia, părea a fi o rezistență deschisă extrem de redusă.
Mari jocuri și festivități s-au ținut pe 21 aprilie pentru a onora marea victorie a lui Cezar. Odată cu jocurile, Cezar a fost onorat cu dreptul de a purta îmbrăcăminte triumfală, inclusiv o robă de culoare roșu închis (evocatoare a regilor Romei) și coroana de lauri la toate ocaziile publice. O mare moșie era construită pe seama Romei pentru uzul exclusiv al lui Cezar. Titlul de imperator a devenit unul legal, pe care avea să-l folosească tot restul vieții sale. O statuie de fildeș asemănându-l avea să fie cărată la toate procesiunile religioase publice.
O altă statuie a lui Cezar a fost plasată în templul lui Quirinus cu inscripția Zeului Invincibil. Cum Quirinus era asemănarea zeificată a orașului și fondatorului acestuia și prim rege, Romulus, acest act l-a identificat pe Cezar nu doar pe aceeași scară cu zeii, dar și cu regii antici. O a treia statuie a fost ridicată pe Capitoliul de lângă ale celor 7 regi romani și al lui Lucius Junius Brutus, omul care a condus revolta ce a dus la eliminarea regilor. Însă în alte comportamente scandaloase, Cezar a bătut monezi cu asemănarea sa; pentru prima dată în istoria Romei un roman în viață figura pe o monedă!
Când Cezar s-a întors la Roma în octombrie 45 î.Hr., a cedat al patrulea consulat (pe care îl condusese fără partener) și i-a plasat pe Quintus Fabius Maximus și Gaius Trebonius în locul său. Acest lucru a iritat Senatul pentru că Cezar nu a ținut seama deloc de sistemul republican de alegere și a acționat astfel după propriul său capriciu. Sărbătorește un al patrulea triumf, de data aceasta pentru onorarea victoriei din Spania. Senatul a continuat să-i acorde alte onoruri. Un templu lui Libertas avea să fie construit în onoarea sa, iar el a primit titlul de Liberator. Este ales consul pe viață și îi este permis să ocupe orice oficiu dorește, inclusiv cele rezervate, în general, plebeilor. Roma părea dispusă să-i acorde lui Cezar dreptul neprecedat de a fi singurul roman care deține imperium. Cu aceasta, doar Cezar ar fi imun de la judecata legală și ar dispune tehnic de comanda supremă asupra tuturor legiunilor romane.
Cezar a cerut și alte onoruri, care eliminau definitiv democrația și instaurau dictatura. A cerut inclusiv dreptul de a desemna jumătate dintre toți magistrații, poziții care până atunci se completau prin vot. De asemenea, el a numit magistrați pentru toate îndatoririle provinciale, un proces până atunci făcut prin alegerea aleatorie sau prin acordul Senatului. Luna nașterii sale, Quintilis, a fost numită iulie (după latinul Iulius) în onoarea sa și ziua în care s-a născut, 13 iulie, a fost recunoscută ca sărbătoare națională. Chiar și un clan din adunarea poporului avea să-i poarte numele. Un templu și clasa religioasă a acestuia, Flamen maior, avea să fie ridicat și dedicat în onoarea familiei sale.

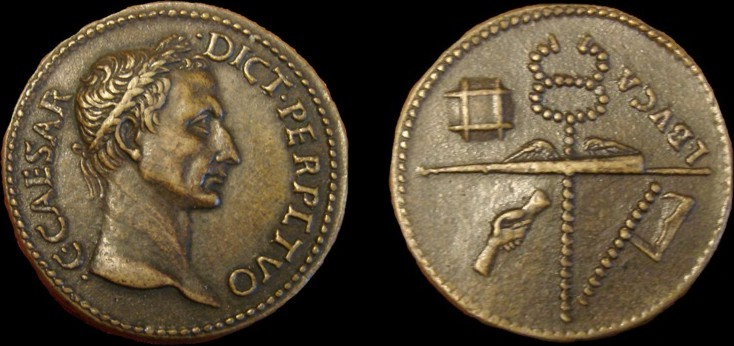
Monedă reprezentându-l pe Cezar:
fals din secolul al XVI-lea, Padova, Italia.

Cezar, însă, a avut și o așa zisă agendă reformatoare, privind totodată și variate probleme pe teme sociale. A aprobat o lege ce stipula că cetățenilor romani, cu vârste între 20 și 40 de ani, le era interzisă părăsirea Italiei pentru mai mult de 3 ani, exceptându-i pe cei aflați în serviciu militar. Teoretic, aceasta ar fi ajutat la conservarea continuei operații a fermelor locale și afacerilor și ar fi prevenit corupția peste hotare. Dacă un membru al elitei sociale ar fi făcut rău sau ar fi omorât un membru al clasei inferioare, atunci întreaga sa avere avea să fie confiscată. Cezar a demonstrat că încă avea cel mai bun interes al statului în suflet, deși considera că era unica persoană capabilă de a-l conduce. O anulare generală a unei pătrimi din toate datoriile a ușurat foarte tare publicul și a ajutat la chiar o mai mare îndrăgire a sa în rândurile populației de rând.
Cezar a reglementat foarte strâns achiziționarea grânelor subvenționate de către stat și a interzis celor ce își permiteau aprovizionarea privată cu grâne, cumpărarea din partea statului. A făcut planuri pentru distribuirea pământurilor pentru veteranii săi și pentru așezămintele coloniilor veterane în întreaga lume romană. Una dintre cele mai importante reforme a venit după alegerea sa pe viață ca Pontifex Maximus. Cezar a ordonat o revizie completă a calendarului roman, stabilind unul de 365 de zile cu un salt la fiecare patru ani (acest calendar iulian a fost modificat ulterior de către Papa Grigore al XIII-lea în 1582, devenind astăzi calendarul modern). Ca un rezultat al acestei reforme, anul 46 î.Hr. era de fapt cu 445 de zile mai lung pentru a-l aduce în ordine.
Adițional, s-au desfășurat mari lucrări publice. Roma era um oraș de mare întindere urbană și cu arhitectură de cărămidă neimpresionantă, având nevoie urgentă de o renovare masivă. O nouă Rostra de marmură, terenuri pentru cai și noi piețe au fost construite. O librărie publică sub tutela marelui învățat Varro era, de asemenea, în construcție. Casa Senatului, Curia Hostilia, ce fusese reparată de curând, a fost abandonată pentru un nou proiect de marmură care avea să fie numit Curia Iulia. Granița sacră, Pomerium, a orașului a fost extinsă permițând creșterea adițională.
Plutarh relatează că la un anumit moment, Cezar a informat Senatul că era homosexual și că onorurile sale au fost acordate mai mult din nevoia de reducere, decât de augmentare, dar și-a retras această poziție pentru a nu părea nerecunoscător. I-a fost acordat titlul de Pater Patriae („Părintele Patriei”). A fost numit dictator pentru a treia oară și apoi nominalizat pentru nouă termene consecutive de un an ca dictator, făcându-l dictator efectiv pentru zece ani. De asemenea, a primit și autoritate cenzorială ca prefect al moralei (praefectus morum) timp de trei ani.
La începutul anului 44 î.Hr., onorurile cerute de Cezar au continuat și prăpastia dintre el și aristocrații adepți ai democrației s-a adâncit. Fusese numit Dictator Perpetuus, devenind astfel dictator pentru întreaga sa viață. Acest titlu începuse să apară până și pe monedele care purtau asemănarea lui Cezar, plasându-l deasupra tuturor celorlalți cetățeni din Roma. Unii au început chiar să facă referire la persoana sa ca „Rex” (latinul pentru rege), dar Cezar a refuzat din prudență acceptarea acestui titlu deși dorea această poziție. La noul templu al lui Cezar pentru Venus, o delegație senatorială a mers să-l consulte, dar Cezar a refuzat să se oprească și să discute cu aceștia. Deși evenimentul este umbrit de către câteva alte versiuni diferite ale poveștii, este evident faptul că senatorii prezenți acolo s-au simțit adânc insultați. În încercarea de a rectifica situația, ceva mai târziu Cezar și-a expus teatral gâtul prietenilor săi, spunând că este pregătit să i-l ofere oricui care ar aduce asupra lui o lovitură de sabie. Pare-se aceasta a calmat cel puțin situația, dar răul fusese deja produs. Semințele conspirației începuseră să crească.

## Asasinatul

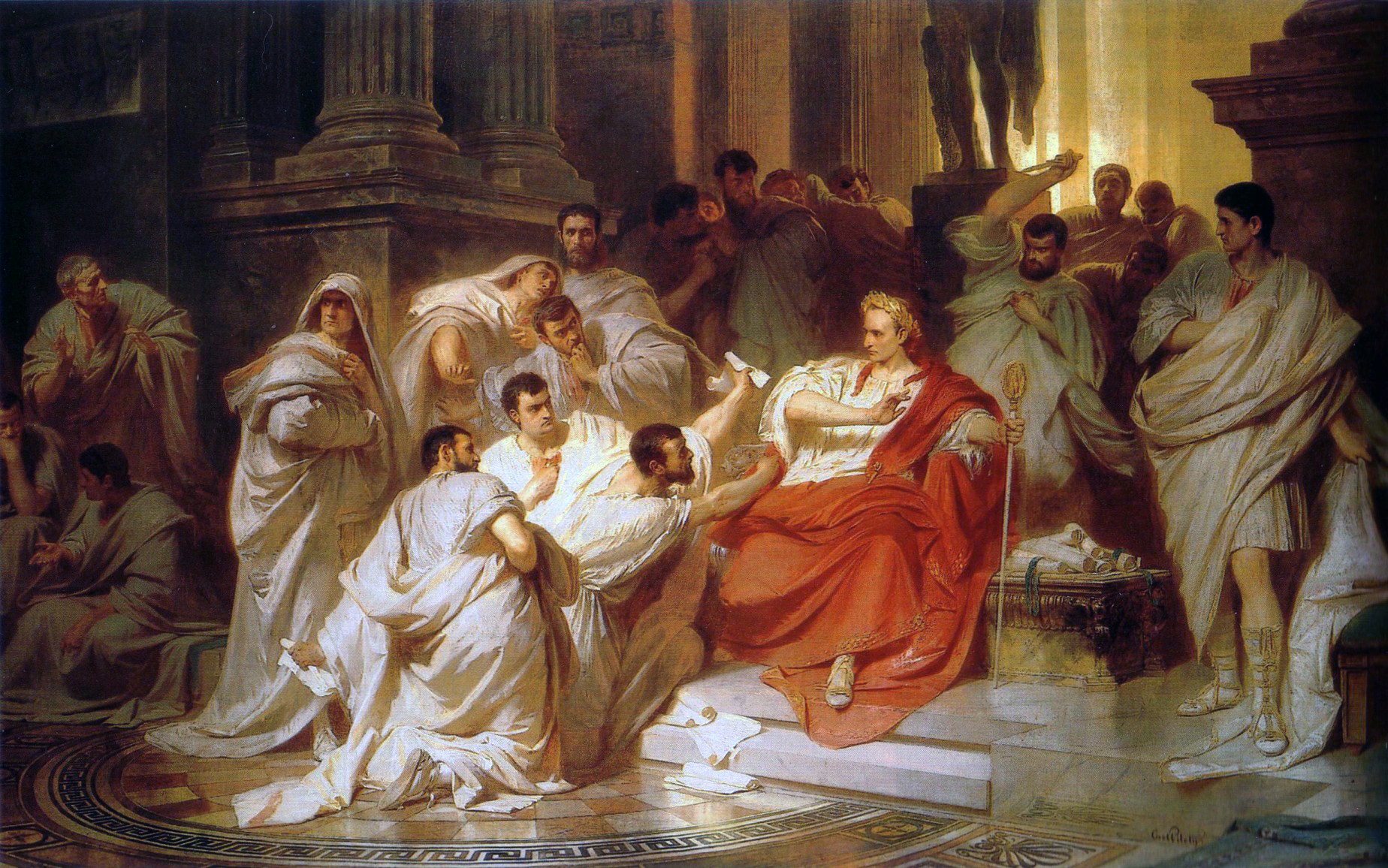
Moartea lui Cezar, de Karl von Piloty

Faptele lui Cezar, lichidarea democrației și posibila proclamare a lui Cezar ca rege au amplificat spiritele antidictatoriale mai ales după depunerea unei diademe pe statuia lui Cezar de pe Rostra. Tribunii, Gaius Epidius Marcellus și Lucius Caesetius Flavius au îndepărtat această diademă. Nu la mult timp după acest incident, aceeași doi tribuni au arestat cetățenii care au pronunțat titlul de Rex către Cezar, în timp ce acesta trecea pe străzile Romei. Văzându-și susținătorii amenințați, Cezar a acționat sever. A ordonat eliberarea celor arestați și, în schimb, a adus tribunii în fața Senatului, înlăturându-le pozițiile. Cezar folosise inițial sanctificarea tribunilor ca unul dintre motivele pentru care pornise războiul civil, însă acum le-a revocat puterea în propriul câștig.
Festivalul Lupercalia avea să reprezinte cel mai mare test pentru poporul roman privind acceptarea lui Cezar ca rege. În 15 februarie 44 î.Hr., Cezar stătea pe scaunul său aurit de pe Rostra, purtându-și roba roșie, încălțăminte roșie, coroana de lauri și armat cu titlul de Dictator Perpetuus. Cursa în jurul pomeriumului reprezenta o tradiție a festivalului, iar când Marc Antoniu a pătruns în forum, a fost ridicat în Rostra de către preoții participanți la festivitate. Antoniu a scos o diademă și a încercat să o așeze pe capul lui Cezar, spunând „Poporul îți oferă acest titlu de rege prin mine”. Însă uralele publicului au fost ca și inexistente, și Cezar a refuzat cu rapiditate, îngrijindu-se ca diadema să nu-i atingă capul. Publicul a țipat aprobator, dar Antoniu a ignorat faptele și a încercat să i-o așeze pe cap pentru a doua oară. Nici de această dată publicul n-a exultat, iar Cezar s-a ridicat de pe scaunul său și l-a refuzat din nou, spunând: „Nu voi fi regele Romei. Jupiter este singur rege al romanilor.” Mulțimea a aprobat imediat acțiunile lui Cezar.

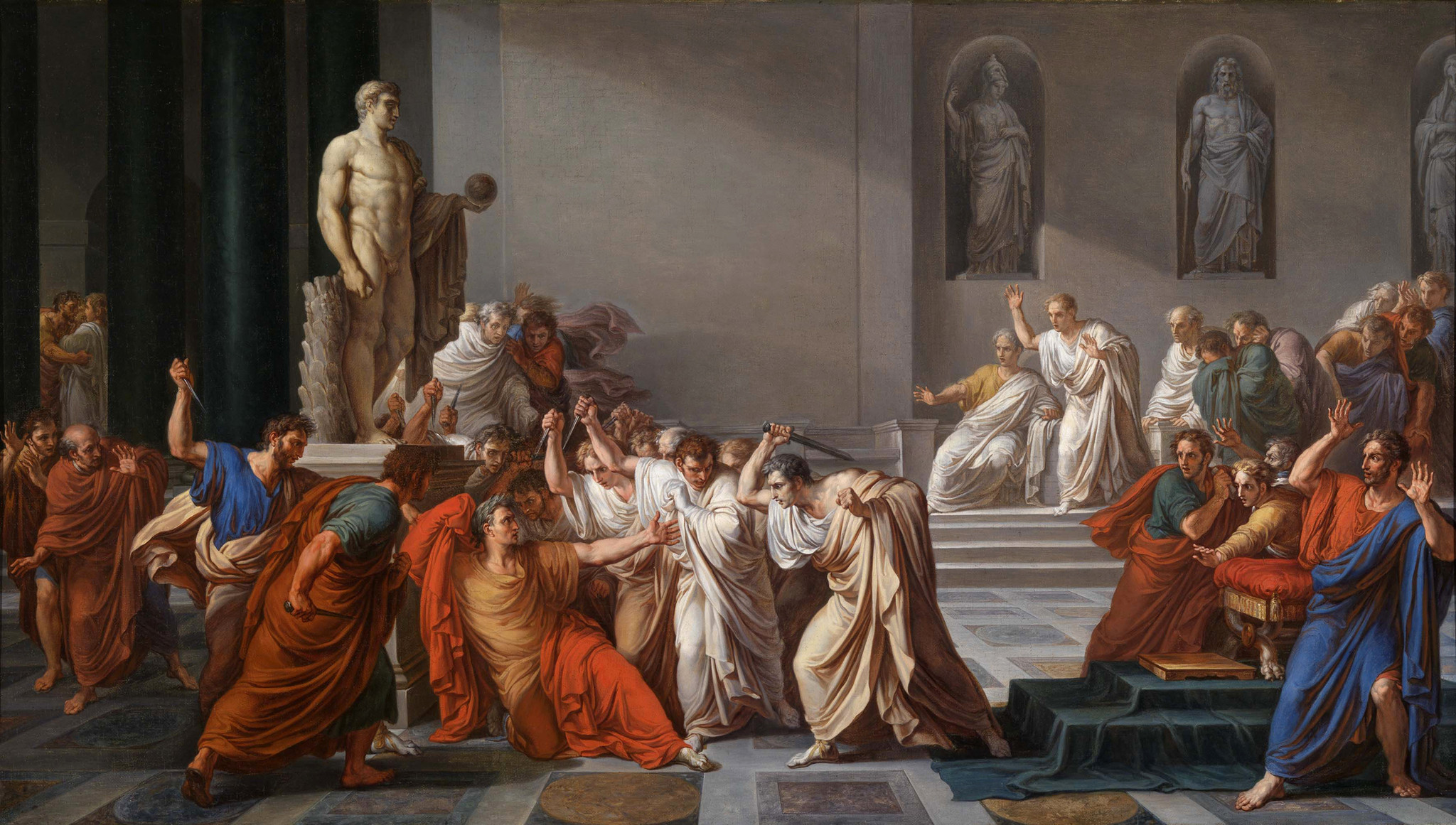
Moartea lui Iulius Cezar, de Vincenzo Camuccini

În tot acest timp, Cezar planifica o nouă campanie în Dacia și apoi în Parthia. Campania parthiană ar fi putut aduce bogății considerabile înapoi la Roma, și posibilitatea recuperării stindardelor de luptă (Acvile) pe care Crassus le pierduse cu aproape nouă ani în urmă. O veche legendă spunea că Parthia putea fi cucerită doar de un rege, astfel că Cezar a fost autorizat de către Senat să poarte o coroană oriunde în imperiu. Cezar planificase plecarea pentru luna aprilie 44 î.Hr., iar opozanții săi democrați secreți, al căror număr era în continuă creștere, trebuia să acționeze în grabă. Majoritatea fiind oameni pe care Cezar îi grațiase deja, ei erau conștienți că singura posibilitate de a îl înlătura pe Cezar de la conducerea Romei era să acționeze înainte ca acesta să pornească către Parthia.
Locul de întrunire a Senatului roman era, conform tradiției, în Curia Hostilia, a cărui reparație fusese recent terminată după incendiile ce o distruseseră în anii precedenți, dar Senatul a abandonat-o pentru o casă nouă, aflată în construcție. Astfel că Cezar a convocat Senatul în Teatrul lui Pompeius⁠(d) (construit de către Pompeius), la Idele lui Marte, pe 15 martie 44 î.Hr. Cu puține zile în urmă, un prezicător îi spusese lui Cezar: „Ferește-te de Idele lui Marte!“. În ziua întrunirii Senatului, Cezar a fost atacat și înjunghiat de moarte de către un grup de senatori, care se intitulau Liberatores (Liberatorii); aceștia și-au justificat acțiunea  spunând că au comis tiranicid, nu crimă, apărând Republica de ambițiile monarhice pretinse de Cezar. Printre asasinii care s-au închis în Templul lui Jupiter se aflau Gaius Trebonius, Decimus Junius Brutus, Marcus Junius Brutus și Gaius Cassius Longinus; Cezar le grațiase majoritatea crimelor și chiar îi avansase în carieră. Marcus Brutus era un văr îndepărtat al lui Cezar și fusese numit ca unul dintre moștenitorii săi testamentari. De asemenea, se speculează că Marcus Brutus era fiul nelegitim al lui Cezar, din moment ce acesta avusese o aventură cu Servilia Caepionis, mama lui Brutus; însă Cezar avea doar 15 ani la data nașterii lui Brutus. Cezar a primit 23 de lovituri de pumnal (conform altora chiar 35), care variau între superficiale și mortale și, ironia sortii, s-a prăbușit la picioarele unei statui a fostului său prieten, devenit rival, Pompei cel Mare. Pompei fusese recent zeificat de către Senat, unele relatări spunând că Cezar s-a rugat la Pompei în timp ce murea. Ultimele sale cuvinte au fost relatate în diferite feluri, precum:
- και συ τεκνον;  (Kai su, teknon?) (gr., „Chiar și tu, fiul meu?” – din Suetonius)
- Tu quoque, Brute, fili mi! (lat., „Și tu, Brutus, fiul meu!” – o traducere latină modernă a unui citat grecesc din Suetonius)
- Et tu, Brute? (lat., „Chiar (și) tu, Brutus?” – din piesa lui Shakespeare, Iulius Cezar)

### Relatarea unui martor ocular
Aici urmează relatarea unui martor ocular al asasinatului lui Cezar scrisă de către Nicolaus din Damasc⁠(d), la puțini ani după ce aceasta a avut loc.

#### Planul
„Conspiratorii nu s-au întâlnit niciodată în public, dar se regăseau ocazional acasă la fiecare dintre ei. Au fost multe discuții și propuneri, așa cum era de așteptat, în timp ce investigau cum și unde să-și execute planul. Unii au sugerat să încerce în timp ce acesta mergea pe Calea Sacră, care era una dintre plimbările sale favorite. O altă idee era să fie ucis la alegeri, în timp ce traversa un pod pentru a numi magistrații din cadrul Campus Martius; urmau să vadă care este cel mai puțin norocos dintre ei, pentru ca acela să îl împingă pe Cezar de pe pod, iar ceilalți să alerge și să îl ucidă. Un al treilea plan era acela de a aștepta următorul spectacol cu gladiatori. Avantajul era că, din pricina spectacolului, nu s-ar fi născut nici o suspiciune dacă se zăreau armele ce urmau să fie pregătite pentru asasinat. Însă majoritatea a decis să fie omorât în timp ce stătea în Senat, unde nu era însoțit de nimeni, din moment ce non-senatorii nu erau admiși, și unde cei mulți conspiratori își puteau ascunde pumnalele în togi. Acest plan a fost câștigătorul zilei.“

#### Semne rele
„Înainte de a intra în altar, preoții au adus în față victimele, pentru ca el să poată executa ceea ce avea să fie ultimul său sacrificiu. Semnele erau foarte clar nefavorabile. După acest sacrificiu nereușit, preoții au făcut altele, în mod repetat, pentru a vedea dacă ar putea apărea altceva, mai favorabil decât cele deja dezvăluite. În final, preoții au concis că nu au putut vedea cu claritate intenția divină, pentru că exista un spirit transparent și malefic, ascuns printre victime. Cezar s-a simțit iritat și a abandonat divinația până la lăsarea soarelui, deși preoții și-au continuat tot mai mult eforturile.
Asasinii prezenți atunci au fost încântați să vadă acestea, deși prietenii lui Cezar l-au sfătuit să anuleze adunarea Senatului din acea zi, din pricina spuselor preoților. El a fost de acord, însă unii participanți s-au ridicat, l-au strigat și i-au spus că Senatul era deja plin. Și-a privit amicii, dar Brutus l-a abordat din nou spunându-i  'Vino, bunule domn, nu acorda atenție palavrelor acestor oameni și nu amâna ceea ce Cezar și puterea sa grandioasă a găsit de cuviință să se organizeze. Fă-ți singur curajul de bun augur!'  Cu aceste cuvinte l-a convins pe Cezar; ținându-l de mâna dreaptă, l-a condus către Senat, care se afla chiar în apropiere. Cezar l-a urmat în tăcere.“

#### Atacul final
„Senatul s-a ridicat în semn de respect pentru poziția sa când l-a văzut intrând. Cei care aveau să facă parte din complot stăteau în apropierea sa. Chiar lângă el se afla Tillius Cimber, al cărui frate fusese exilat de către Cezar. Sub pretextul unei umile doleanțe din partea acestui frate, Cimber s-a apropiat de Cezar și a strâns mantaua togii sale, părând că vrea să facă o mișcare și mai amplă cu mâinile sale asupra lui Cezar. Cezar a vrut să se ridice și să-și folosească mâinile, dar a fost împiedicat de către Cimber, devenind astfel excesiv de iritat.
Acela a fost semnalul pentru conspiratori să acționeze. Toți și-au scos în grabă pumnalele și s-au năpustit asupra sa. Întâi Servilius Casca l-a lovit cu vârful lamei pe umărul stâng, puțin deasupra osului gâtului. La acela țintise, însă din pricina entuziasmului ratase. Cezar s-a ridicat pentru a se apăra și, în acel vacarm, Casca a țipat în greacă la fratele său. Cel din urmă l-a auzit și i-a înfipt pumnalul în coaste. După un moment, Cassius i-a făcut o rană asupra feței și Decimus Brutus l-a străpuns într-o parte. În timp ce Cassius Longinus încerca să-l lovească din nou, a ratat și a lovit mâna lui Marcus Brutus. Minucius l-a lovit de asemenea pe Cezar și Rubrius în coapsă. Era pur și simplu o mulțime aflată în bătălie cu un singur oponent.
Sub masa rănilor, a căzut la piciorul statuii lui Pompei. Toată lumea părea să fi vrut a avea un rol în omor, nefiind niciun participant care să nu-i lovească corpul în timp ce el zăcea, până când, înjunghiat de douăzeci și trei de ori, și-a dat ultima suflare.“
Apoi i-au abandonat trupul înjunghiat și însângerat acolo. După trei zile, sclavii i-au descoperit trupul. Corpul lui Iulius Cezar a fost expus în forum și a fost examinat de către Antistius, care a demonstrat că numai una dintre cele 23 de plăgi a fost letală. Ea a penetrat toracele printre coastele 1 și 2. Apoi, soldații romani i-au înfășurat trupul și l-au așezat pe altar, unde a fost incinerat, potrivit tradiției romane. Femeile au aruncat în flăcările ce mistuiau trupul lui Cezar bijuterii și hainele copiilor lor, precum și mobila din casă.
La funeralii a participat și însuși Marc Antoniu, îndurerat de pierderea fostului său superior militar, pe care l-a însoțit în campania militară din Galia.
A fost o zi de cumpănă pentru Roma; odată cu dispariția dictatorului, începea o nouă epocă romană.

## Urmările asasinării

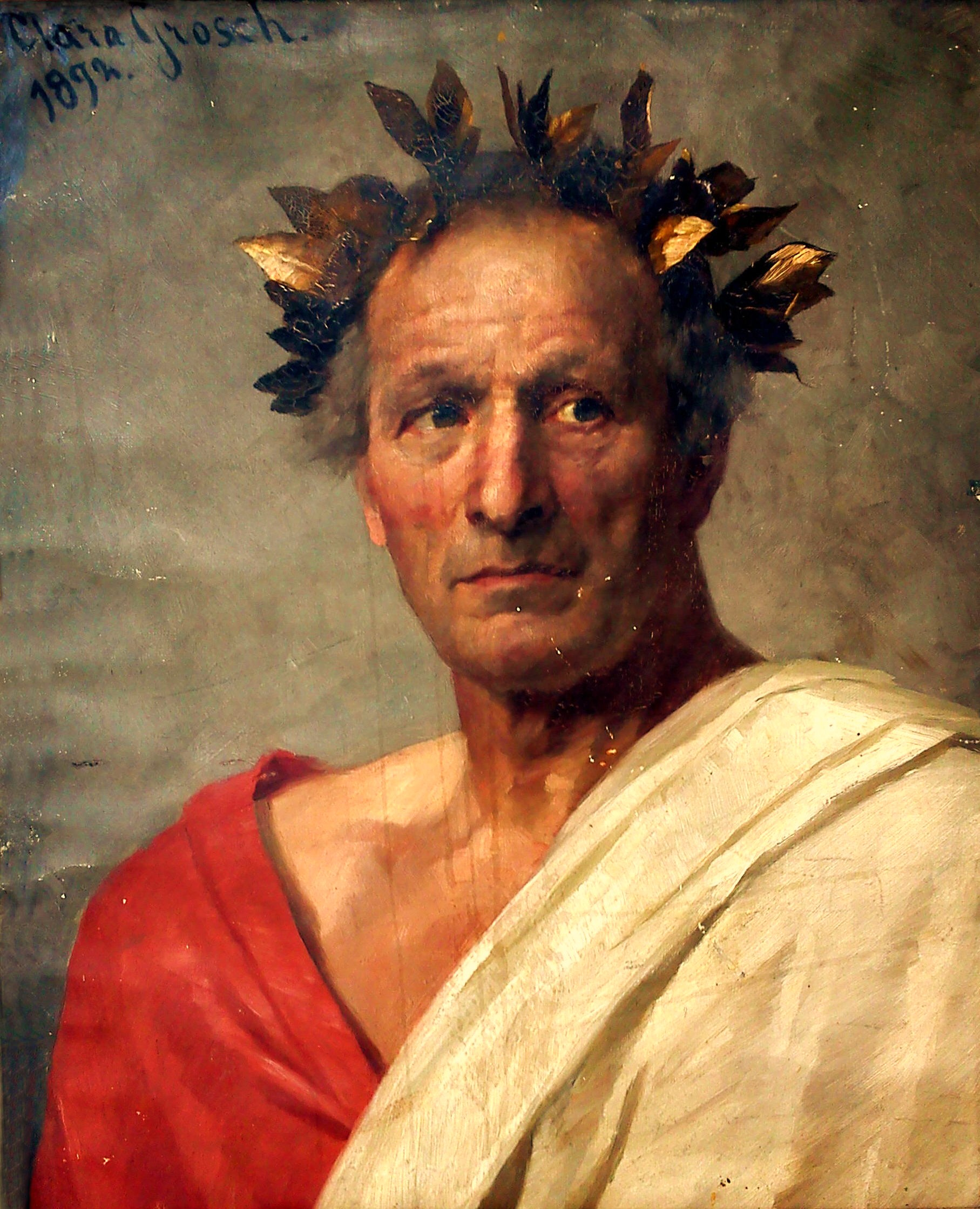
Chipul lui Cezar - Portret de Clara Grosch

Moartea lui Cezar a marcat totodată, ironic, sfârșitul republicii romane, republică pentru binele căreia fusese ucis. Clasele sociale de mijloc și inferioară, în care Cezar era atât de popular încă dinaintea victoriei din Galia, au fost înfuriate că un mic grup de aristocrați le uciseseră eroul. Celebrul discurs al lui Antoniu din piesa de teatru a lui Shakespeare, „Prieteni, Romani, concetățeni, acordați-mi atenția voastră!” poate că nu a avut echivalent în realitate, însă reflectă fidel atitudinea publică la moartea lui Cezar. Antoniu, care de un timp se distanțase de Cezar, s-a folosit de supărarea mulțimii romane și a amenințat cu dezlănțuirea ei asupra optimaților, poate în intenția de a prelua el însuși controlul asupra Romei. Însă Cezar îl numise pe nepotul său Gaius Octavius (Octavianus) ca moștenitor unic al vastei sale avuții, oferindu-i atât puterea imensă asigurată de numele lui Cezar, cât și controlul asupra uneia dintre cele mai mari averi din republică. În plus, Gaius Octavius era, pentru toate intențiile și scopurile, fiul marelui Cezar și în mod consecvent loialitatea populației romane a trecut de la Cezar la Octavius. Acesta, în vârstă de doar 19 ani la moartea lui Cezar, s-a dovedit a fi nemilos și crud. În timp ce Antoniu se ocupa de Decimus Brutus, în prima rundă a noilor războaie civile, Octavius își consolida poziția. Pentru a se putea lupta cu Brutus și Cassius, care ducea lipsa unei mari armate în Grecia, Antoniu avea nevoie atât de averea din cuferele de război ale lui Cezar, cât și de legitimitatea pe care numele lui Cezar o oferea oricărei acțiuni pe care acesta ar fi desfășurat-o împotriva celor doi. S-a format un nou triumvirat, al doilea și ultimul, cu Octavius, Antoniu, și comandantul loial al cavaleriei lui Cezar, Lepidus. Al Doilea Triumvirat l-a zeificat pe Cezar ca divus Iulius și, văzându-se că uciderea sa a fost posibilă tocmai din pricina clemenței sale, oroarea proscrierilor, abandonată din epoca lui Sulla, a fost readusă asupra inamicilor triumviratului în scopul de a-și însuși și mai multe fonduri pentru al doilea război civil, dus împotriva lui Brutus și Cassius, pe care Antoniu și Octavius i-au înfrânt la Philippi. Un al treilea război civil s-a declanșat apoi între Octavius contra alianței lui Antoniu și Cleopatra. Acest ultim război civil a culminat cu înfrângerea lui Antoniu și a Cleopatrei la Actium și cu ascensiunea politică a lui Octavianus, care a devenit primul împărat roman, cu numele de Cezar August. În 42 î.Hr., Cezar a fost zeificat oficial ca divus Iulius („Iulius divinul”), iar Cezar August a devenit astfel divi filius (fiul divinului).

## Literatul Cezar

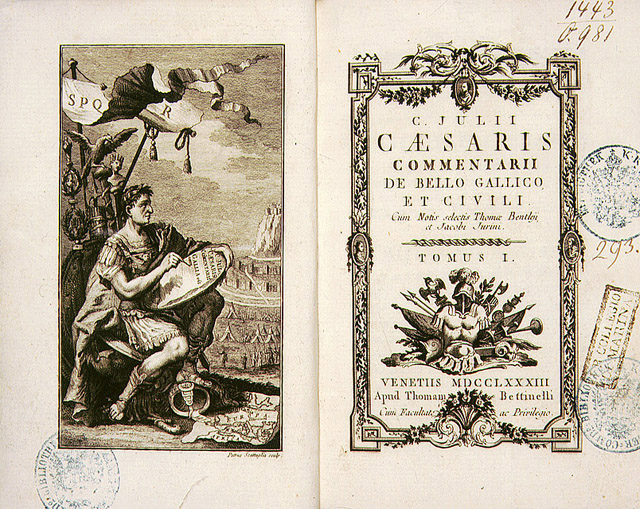
Commentarii de Bello Gallico

Cezar era considerat unul dintre cei mai mari oratori și prozatori din Roma ai epocii sale. Însuși Cicero elogia retorica și stilul lui Cezar. Printre cele mai cunoscute opere se numără discursul funerar pentru mătușa sa pe linie paternă, Iulia (văduva lui Marius), și Anticato, un document menit să distrugă reputația lui Cato din Utica și să fie replică la memorialul Cato al lui Cicero. Majoritatea operelor și discursurilor lui Cezar s-au pierdut. Cele mai celebre dintre care s-au păstrat:
- Commentarii de bello gallico (Comentarii despre războiul galic), relatări despre campaniile din Galia și Britania în timpul mandatului său de proconsul și
- Comentarii de bello civile (Comentarii despre războiul civil) 2, evenimentele din timpul Războiului civil, până după moartea lui Pompei.

Alte scrieri atribuite lui Cezar, dar a căror paternitate literară este pusă la îndoiala, sunt:
- De bello hispaniensis („Despre războiul hispanic”) , campaniile din Hispania;
- De bello africo („Despre războiul african”) , campaniile din Africa de Nord, și
- De bello alexandrino („Despre războiul alexandrin”) , campaniile din Alexandria.

Aceste narațiuni, redactate într-un stil direct și simplu, sunt de fapt mijloace sofisticate de propagandă pentru agenda sa politică, destinate în special clasei de mijloc sau micii aristocrații a Romei, Italiei și din provincii.

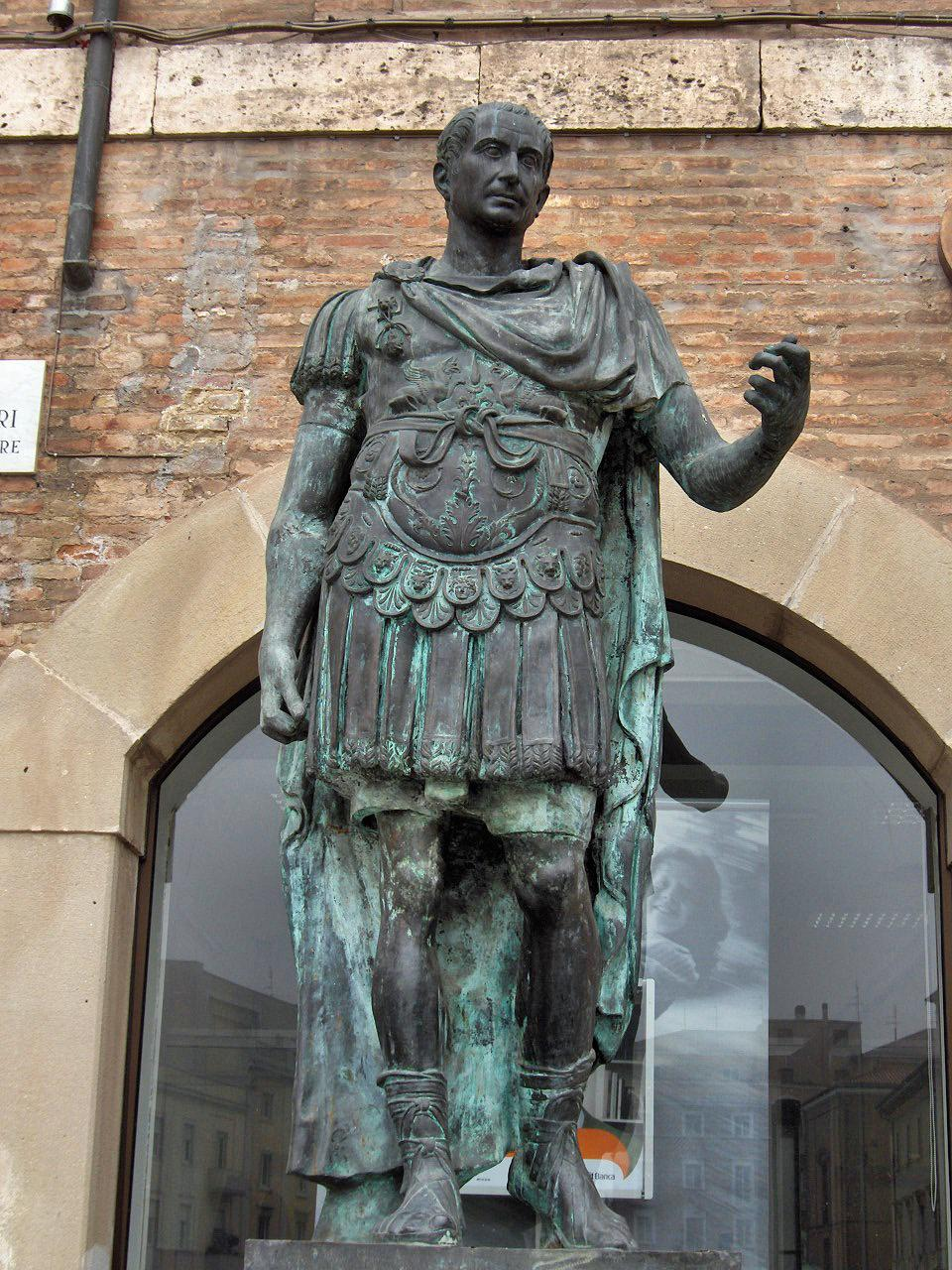
Statuia lui Cezar din Rimini, Italia

## Familia lui Cezar
Soții
- Prima căsătorie cu Cornelia Cinnilla
- A doua căsătorie cu Pompeia Sulla
- A treia căsătorie cu Calpurnia Pisonis

Copii
- Iulia Cezaris, cu Cornelia Cinnilla
- Ptolemeu al XV-a Cezar (Cezarion), cu Cleopatra a VII-a, ar fi devenit faraon egiptean

Nepoți
- un nepot de bunic din partea Iuliei Cezaris și a lui Pompei, mort la câteva zile

Iubite
- Legătură cu Cleopatra a VII-a a Egiptului
- Legături cu prima soție a lui Cato, cu primele două soții ale lui Bibulus, cu soțiile multor senatori membri în partide de opoziție
- Legătură cu Servilia Caepionis, mama lui Brutus

Posibili iubiți
În Roma antică, homosexualitatea masculină era comună și larg răspândită în societate, în special în clasele sociale superioare. Însă, oficial, societatea romană dezaproba homosexualitatea. Potrivit lui Cicero, Bibulus și altor adversari ai lui Cezar, el a avut la începutul carierei sale o aventură cu Nicomedes al III-a al Bithyniei. Veridice sau fictive, povestirile au avut drept scop discreditarea, încercând să-l facă pe Cezar să pară a fi fost în tinerețe o prostituată de curte orientală, ceea ce în ochii romanilor însemna pe plan social ceva josnic. Nu există atestări suficiente pentru confirmarea unei relații amoroase cu Nicomedes. Practic, aceeași incertitudine persistă cu privire la toate celelalte colportări. Cert este că povestea lui Nicomedes s-a bazat pe împrejurarea din tinerețe a șederilor sale cu regele. Cezar însuși nu a încercat să dezmintă acuzațiile, dar nici nepotul Augustus nu a confirmat vreo relatare privind relația cu Nicomedes. 3
Marc Antoniu a susținut că Octavian ar fi fost adoptat de Cezar prin favoruri sexuale. Suetoniu, deși relatând că aventura dintre Cezar și Nicomedes este adevărată, a calificat acuzația lui Antoniu drept calomnie politică, împotriva rivalului său Octavius. 4

## Cronologie
- 13 iulie 100 î.Hr. – Nașterea la Roma. Dată alternativă: 12 iulie 102 î.Hr.
- 84 î.Hr. – Prima căsătorie - Cornelia Cinnilla
- 82 î.Hr. – Încetarea persecuțiilor lui Sulla
- 81/79 î.Hr. – Serviciu militar în Asia și Cilicia; posibilă legătură cu Nicomedes din Bithinia
- anii 70 î.Hr. – Carieră ca avocat
- 69 î.Hr. – Moartea Corneliei. Chestor în Hispania Ulterioară
- 65 î.Hr. – Demnitatea de Edil curule
- 63 î.Hr. – A doua căsătorie - Pompeia Sulla,
  - Decembrie, Divorțul de Pompeia
  - Este ales Pontifex Maximus și praetor urbanus
  - Conspirația lui Catilina
- 61 î.Hr. – Propraetor în Hispania Ulterior
- 59 î.Hr. – Primul consulat, alături de Marcus Calpurnius Bibulus; începutul Primului Triumvirat
  - A treia căsătorie - Calpurnia Pisonis
- 58 î.Hr./53 î.Hr. – Proconsul al Galiei, primul mandat
- 54 î.Hr. – Moartea Iuliei
- 53 î.Hr. – Moartea lui Crassus: finalul Primului Triumvirat
  - 53 î.Hr./48 î.Hr. — Al doilea mandat ca Proconsul al Galiei
- 52 î.Hr. – Bătălia de la Alesia
- 49 î.Hr. – Trecerea Rubiconului; începutul războiului civil
- 48 î.Hr. – Înfrângerea lui Pompei în Grecia, în Bătălia de la Pharsalus. Numit dictator (servește 11 zile)
  - Al doilea consulat, alături de Publius Servilius Vatia Isauricus
- 47 î.Hr. – Campania din Egipt. Relația cu Cleopatra a VII-a
- 46 î.Hr. – Înfrângerea lui Cato și a lui Metellus Scipio în nordul Africii. Al treilea consulat, alături de Marcus Aemilius Lepidus
  - A doua dictatură
  - Pontifex Maximus pe viață (introduce calendarul iulian). Adoptarea lui Octavian ca moștenitor
- 45 î.Hr. – Înfrângerea ultimei opoziții în Hispania
  - Reîntoarcerea la Roma. Al patrulea consulat (fără partener)
  - Senatul îl numește Pater Patriae. Al treilea mandat de dictator
- 44 î.Hr.:
  - Al cincilea consulat, alături de Marc Antoniu
  - Dictator perpetuu
  - Februarie: respinge diadema oferită de Antoniu
  - 15 martie: asasinarea lui Cezar
- 42 î.Hr. – Deificarea oficială: Divus Julius (Iuliu divinul)

## Onoruri

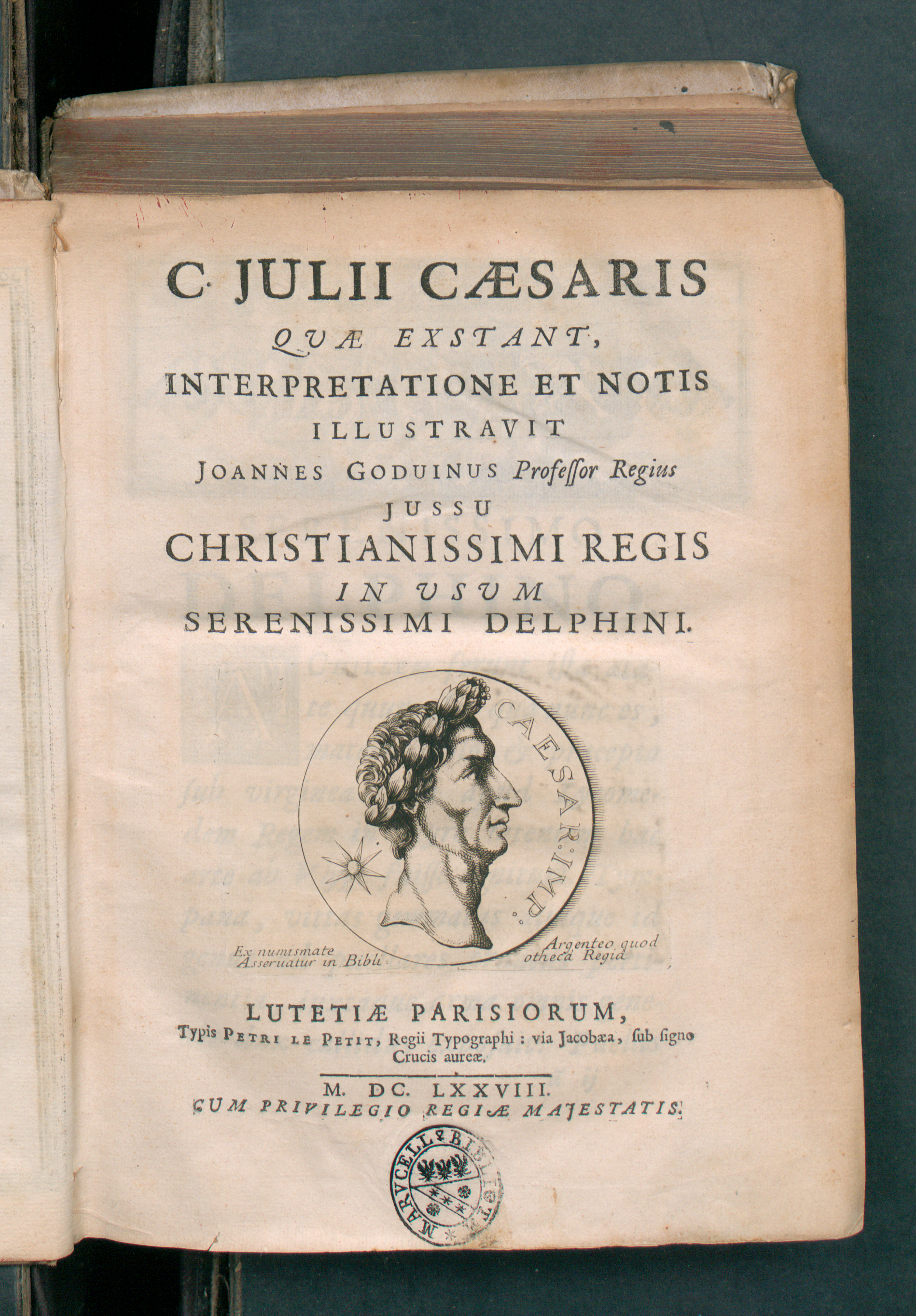
C. Iulii Caesaris quae extant, 1678

Cezar a fost ales numărul 67 în lista celor mai influente figuri din istorie, scrisă de Michael H. Hart.
A primit titlul Divus, sau zeu, după moartea sa.
În timpul vieții, a primit multe distincții, inclusiv titluri precum Pater Patriae („Părintele Patriei”), Pontifex Maximus („Cel mai Înalt Preot”) și Dictator. De fapt, multe dintre titlurile pentru care Senatul a votat sunt considerate o cauză a asasinării sale, din prisma faptului că părea nepotrivit pentru mulți dintre contemporanii săi ca un muritor să primească atât de multe onoruri.
Poate că cel mai semnificativ titlu pe care l-a purtat a fost numele pe care l-a primit la naștere: Cezar. Numele avea să fie acordat fiecărui împărat roman și a devenit un semnal de mare putere și autoritate departe de granițele imperiului (precum germanul „kaiser” și rusul „țar”).

## Zeificarea

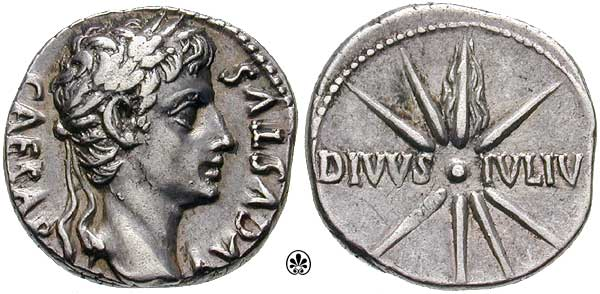
Denar emis sub Augustus
(c. 19–18 î.Hr.);
avers: CAESAR AVGVSTVS, cap laureat, spre dreapta; revers: DIVVS IVLIV[S], cu o cometă (stea) cu opt raze, coada în sus, cu referire la Cometa lui Cezar, apărută în 44 î.Hr..

Cometa lui Cezar este cunoscută de autorii antici ca Sidus Iulium („Steaua Iuliană”) sau Caesaris astrum („Steaua lui Caesar”). Această cometă strălucitoare și vizibilă în timpul zilei a apărut dintr-odată, în timpul Ludi Victoriae Caesaris, care, se știe acum, s-au ținut în luna iulie 44 î.Hr., la patru luni de la asasinarea lui Cezar, cât și în luna de naștere a acestuia. Potrivit lui Suetonius, în timp ce se desfășurau celebrările, „o cometă a răsărit la a unsprezecea oră, a strălucit continuu timp de șapte zile, și s-a crezut că era sufletul lui Cezar primit în cer.”
Pentru faptele și meritele sale, Iulius Caesar a fost declarat zeu, cu epitetul divus atașat numelui de familie.
În credința populară s-a răspândit ideea că Jupiter l-a luat cu el în Olimp.